# Escultura etrusca

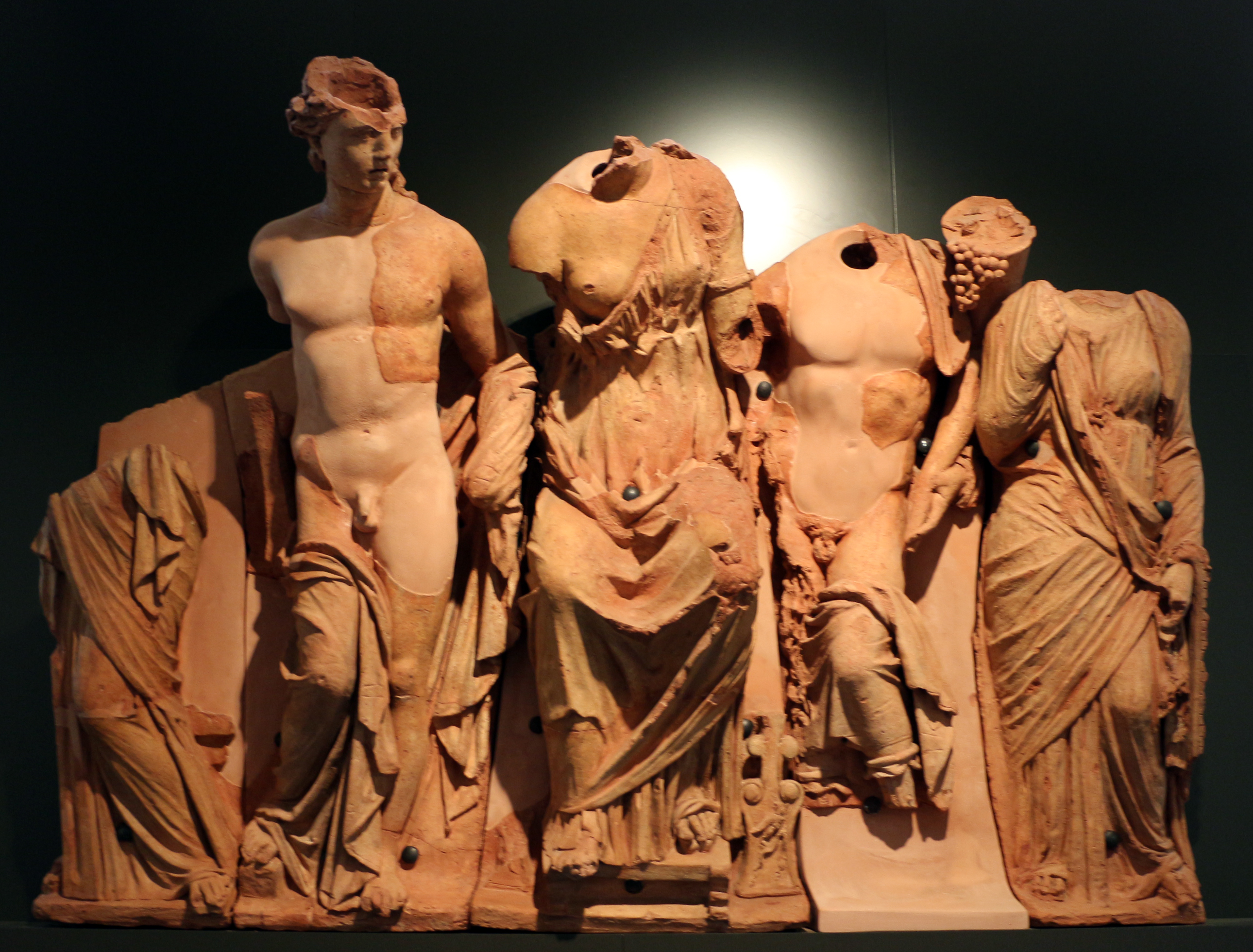
Frontón escultórico de Luni, conservado en el Museo Arqueológico de Florencia.

La escultura fue una de las expresiones artísticas más importantes del pueblo etrusco, que habitó la región del norte y centro de Italia entre el siglo IX y el I a. C., aproximadamente. Su arte era en gran parte una derivación del arte griego, aunque desarrollado con muchas características propias. Dada la falta casi total de documentos escritos etruscos, problema agravado por la poca información sobre su idioma —todavía sin descifrar en gran parte— es en su arte donde se encuentran las claves para la reconstrucción de su historia, aunque las crónicas griegas y romanas sean también de gran ayuda. Como su cultura en general, la escultura etrusca tiene muchos aspectos oscuros para los estudiosos, siendo objeto de controversia y que obligan a proponer sus interpretaciones siempre con carácter provisional, pero el consenso es que fue parte del legado más importante y original del arte italiano e incluso contribuyó significativamente a la formación inicial de las tradiciones artísticas de la antigua Roma. La visión de la escultura etrusca como un todo homogéneo es errónea, habiendo importantes variaciones, tanto regionales como temporales.

## Contexto histórico
El origen de los etruscos ha sido objeto de polémica desde la antigüedad. Heródoto creía que eran los descendientes de poblaciones procedentes de Anatolia antes del año 800 a. C., que desplazaron a los habitantes anteriores, aunque Dionisio de Halicarnaso los tenía como autóctonos. La investigación moderna tampoco ha llegado a un consenso y los expertos acabaron considerando este tema insoluble, pasando a estudiar, cómo la sociedad estaba organizada, antes que de dónde venían. Lo que se sabe con certeza es que a mediados del siglo VII a. C. sus principales ciudades ya habían sido fundadas, iniciando enseguida un periodo de expansión territorial que acabó por dominar una gran región más o menos en el centro de la península itálica, abarcando desde Véneto y Lombardía a Lacio y Campania, lo que se ha denominado Etruria. Sin embargo, en los siglos siguientes sus conquistas fueron amenazadas y varios pueblos itálicos consiguieron hacer remitir sus avances. Por último, sus últimos bastiones fueron tomados por los romanos, que absorbieron su cultura y causaron su disolución. En su apogeo, los etruscos eran el pueblo más poderoso de la Italia prerromana y establecieron una civilización próspera con una gran producción agrícola, una poderosa flota, un comercio floreciente que cubría gran parte del Mediterráneo y una cultura única, donde el arte tuvo un gran papel, influyendo de forma importante en la formación inicial del arte de la Antigua Roma.

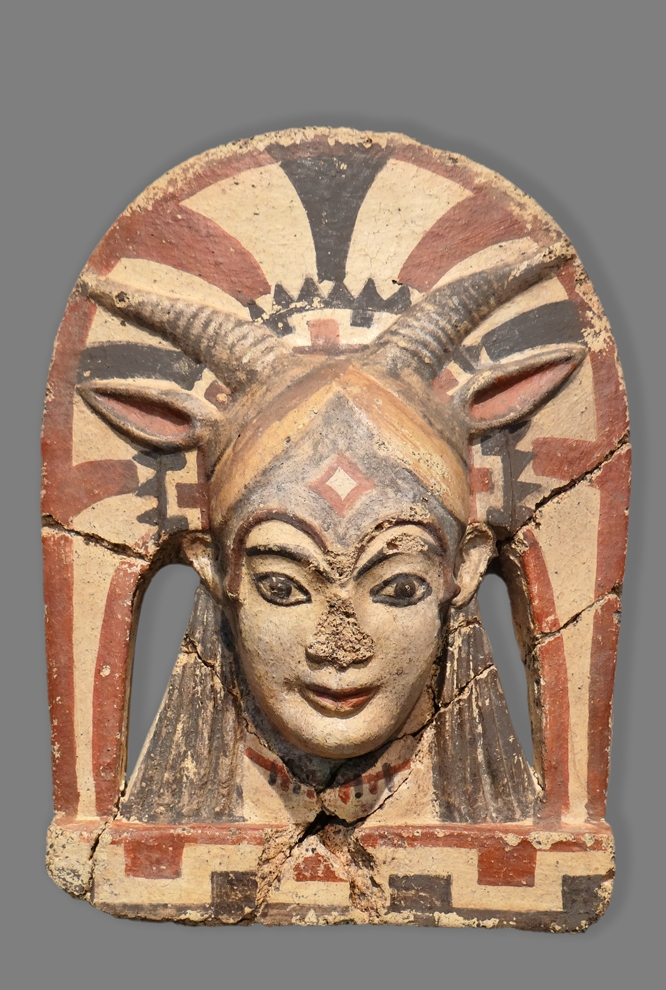
Antefija etrusca de Juno Sospita, Altes Museum, Berlín.

Su presencia en Italia se supone desde el siglo IX a. C., pero las inscripciones en los monumentos y objetos, que proporcionan una mayor certeza en su datación, sólo aparecen alrededor de 700 a. C. A pesar de que compartían una cultura común, los etruscos no formaban una unidad política coherente y su organización social era semejante al sistema de la polis griegas, incluso también combatían entre ellas. No existen textos literarios etruscos, su historia se puede recuperar directamente de la evidencia arqueológica, pero mucho de lo que se conoce ha sido relatado por los griegos y romanos. Tito Livio habla de una sociedad de las «gentes etruscas» formadas por «cuñados» —consanguíneos—, «sodales» —compañeros de armas— y «clientes» —personas que ofrecían sus servicios y esperaban recibir protección por parte de sus patronos—.

### Grecia y Etruria
Mantenían contacto con Grecia, posiblemente desde sus orígenes, contacto que se intensificó cuando los griegos fundaron sus primeras colonias en el sur de la península itálica, alrededor del 775-750 a. C. Adoptaron un alfabeto similar al griego y, también parte de su mitología e importaban utensilios griegos en gran cantidad, sobre todo cerámica. Estos objetos encontrados en territorio etrusco han supuesto una de las fuentes para determinar la cronología de su historia. Las inscripciones más antiguas en lengua etrusca se remontan al siglo VII a. C. y los primeros signos están pintados en la cerámica, relacionados siempre con el alfabeto griego pero adaptado a la lengua local. También se ha encontrado escritura en tablillas dentro de los ajuares funerarios principescos, lo cual era signo de distinción social. De hecho, la influencia griega se ha vuelto tan importante que la nomenclatura de historia del arte etrusco es un reflejo de la utilizada para describir los periodos correspondientes del arte griego:
- Periodo Vilanoviano o geométrico: IX-VIII a. C.
- Periodo orientalizante: siglo VII a. C.
- Periodo arcaico: siglo VI a mediados del siglo V a. C.
- Periodo clásico: mediados del siglo V-IV a. C.
- Periodo helenístico: siglos III-I a. C.

Incluso con la masiva asimilación de la cultura extranjera es significativo que, tanto los griegos como después los romanos consideraran a los etruscos un pueblo perfectamente individualizado. El estudio de la cultura etrusca se inició en el renacimiento y se profundizó a partir del siglo XIX, pero los historiadores más antiguos condenaron muchas veces su escultura, viéndola como una mera imitación, sin creatividad, del arte griego. Esta posición ha ido cambiando en los últimos años y hoy es considerada como un fenómeno original. De todos modos, la distinción entre las esculturas griegas en Etruria y las etruscas propiamente dichas es, a menudo, todavía muy difícil para la crítica moderna. Las influencias fenicias, romanas, egipcias y orientales, junto con la pérdida de gran parte de su producción escultórica más relevante, hacen el problema aún más complicado. Sin embargo, el examen de la escultura etrusca, en comparación con sus vecinos, especialmente los griegos, puede dar lugar a estimaciones de valor y de significado tendencioso que impiden apreciarla por sus valores intrínsecos y típicos, ya que históricamente la escultura griega, especialmente del periodo clásico, fue muchas veces considerada como el modelo ideal de la escultura de Occidente; opinión que aún resuena en los estudios y la visión popular. La realización de varias excavaciones arqueológicas en los últimos años en lugares encontrados intactos y la restauración de obras capitales que habían sido desfiguradas por las intervenciones en el siglo XIX, han aportado una gran información auténtica adicional para una mayor comprensión de los rincones oscuros de este tema.

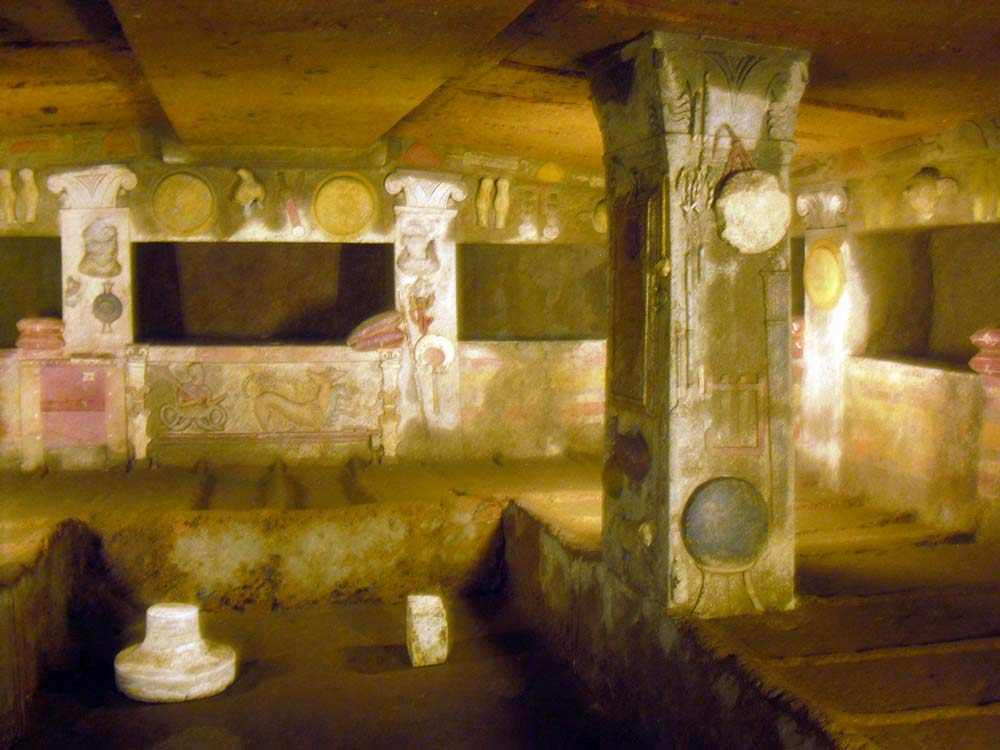
Aspecto del interior de la Tumba de los Relieves, Cerveteri. Helenista.

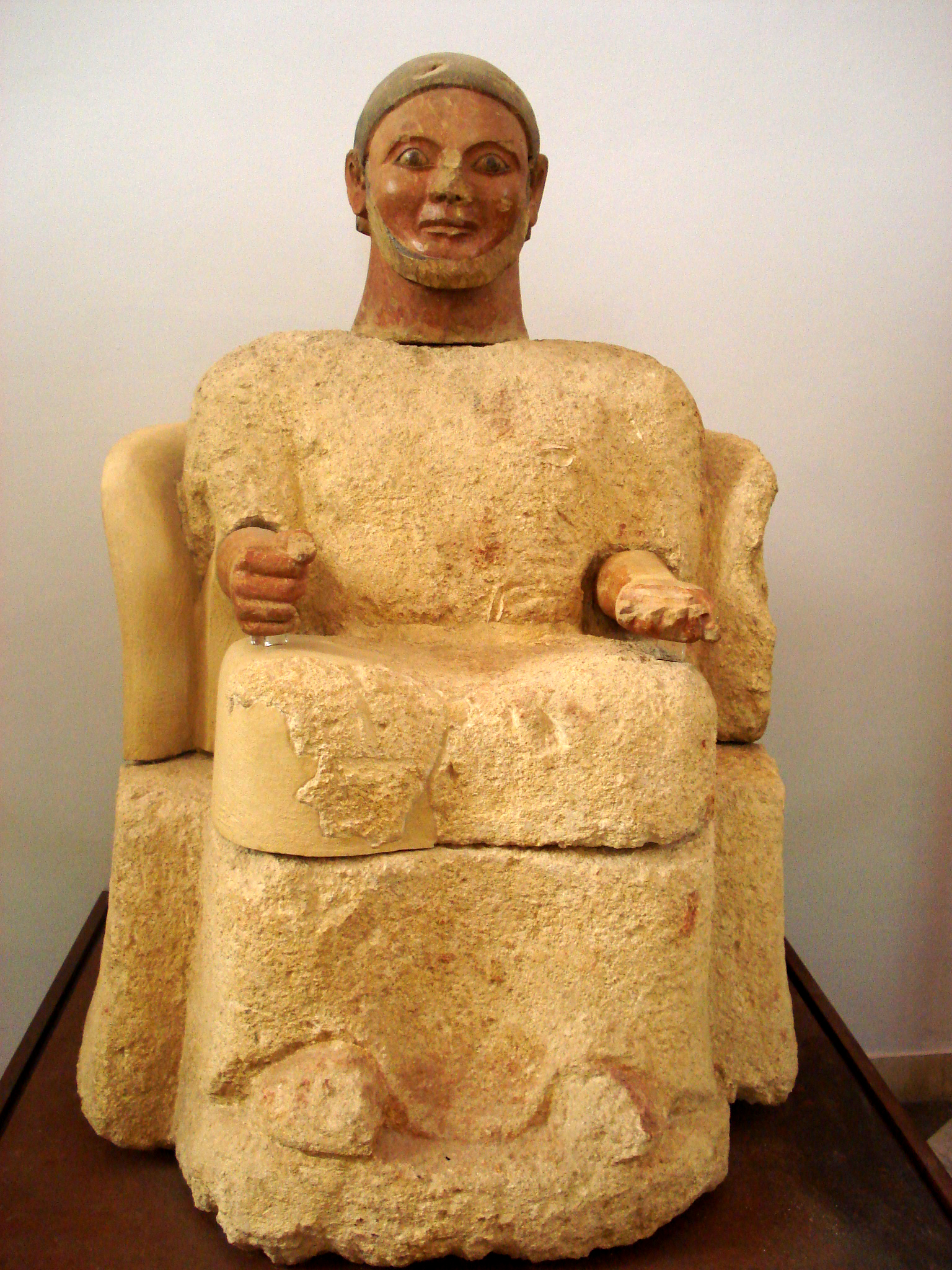
Urna cineraria, terracota, Chiusi. Arcaica.

### Escultura privada
Uno de los rasgos distintivos de la escultura etrusca es que sirvió, principalmente, para la decoración privada y la religión. En su periodo cenital, los etruscos desarrollaron una élite rica y cultivada, amante del arte y del lujo, pero a diferencia de otros pueblos de la antigüedad, parecen no haber tenido interés en registrar a través del arte su propia historia, ensalzando las virtudes de los ciudadanos. Tampoco crearon grandes obras de culto para los dioses ni deseaban adornar sus ciudades con grandes monumentos civiles para proclamar la gloria de su civilización. Por lo tanto tampoco surge la figura de un artista creador o escuelas estilísticas reconocidas por su genio individual. Su arte es anónimo, colectivo, ecléctico y no competitivo. Sin embargo, se conoce el nombre de un escultor etrusco —Vulca— que trabajó en Roma y allí se hizo famoso. Así pues, la escultura fue esencialmente utilitaria, tanto la religiosa como la decorativa o privada. Su profunda creencia en la vida después de la muerte les hizo desarrollar un complejo sistema de prácticas funerarias, cuyo objetivo era principalmente proporcionar comodidad a los muertos en su morada sepulcral y agradar a los dioses, llenándola de objetos que estaban destinados a facilitar su otra vida. A partir del periodo arcaico el diseño de las tumbas se realizó como si fueran verdaderas casas para los muertos; una costumbre que continuó hasta su inmersión en la cultura romana. Sus características variaban en función de la época, de la región y de la clase social del fallecido y en determinadas fases, las tumbas de los personajes más importantes llegaron a ser extraordinariamente ricas.

### Escultura religiosa
La religión también determinó la preferencia por ciertos tipos de escultura presentes en las tumbas, como exvotos y estatuillas de los dioses, más allá de las figuras esculpidas de los muertos en urnas funerarias y sarcófagos. La estatuaria vinculada a los contextos fúnebres es, en gran medida, la producción más abundante etrusca. Otras tipologías son también importantes como la pareja abrazada y varias estatuillas, amuletos y relieves que muestran imágenes de fuerte carácter sexual, usadas en una amplia variedad de prácticas rituales de conjuros. También aparecían con frecuencia escenas de sacrificio humano, a menudo con impactantes detalles realistas siendo especialmente común el episodio del sacrificio de Ifigenia. Las imágenes posiblemente no reflejaban sacrificios reales, sino que los sustituían simbólicamente. Otro tema recurrente es la figuración de los diversos mitos locales y griegos, centrándose sobre todo en escenas de batallas violentas. Pero mientras que los griegos crearon muchas imágenes de dioses y divinizaban incluso virtudes abstractas, los etruscos los abordaron de forma mucho menos concreta, con varias imágenes de las que no se sabe siquiera si fueron alguna divinidad local.

### Escultura decorativa
En cuanto a la desnudez de la escultura, los etruscos tenían opiniones muy diferentes de los griegos. Mientras que estos la favorecían ampliamente, aquellos la evitaban, siendo escasas las veces en las que se mostraban desnudos, pero innovaron el tipo de la madre amamantando con el pecho expuesto, sin precedente en el arte griego, tipología que con el advenimiento del cristianismo sería un antecesor directo de una variación del tipo fértil de la Virgen, la Virgo lactans. Con respecto a sus cánones estilísticos, según Cunningham y Reich no estaban los etruscos, como los griegos, preocupados con reflexiones profundas sobre las asociaciones entre el arte y la ética o la comprensión de cómo funciona el cuerpo en una representación artística y su atención se dirigió más a los efectos inmediatos de las figuras. Prueba de ello es la existencia de innumerables figuras distorsionadas, esquemáticas o desproporcionadas, a menudo con un acabado rudimentario, acercándose al carácter de la caricatura, resaltando los rasgos individuales sin ningún tipo de idealismo. Para los grupos decorativos de las fachadas de los templos y en algunos edificios privados, su composición no era un complemento lógico de la forma del edificio, sino una adición libre decorativa, independientemente de la coherencia arquitectónica. Estos grupos son el género más típico y original de la escultura etrusca monumental.

## Periodos

### Villanova

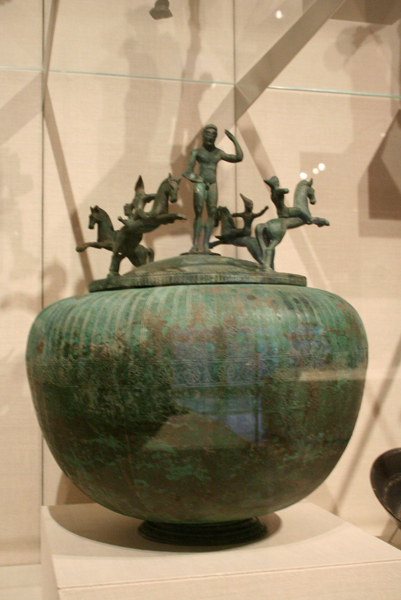
Jarrón con figurillas de bronce, Vulci o Bisenzio.

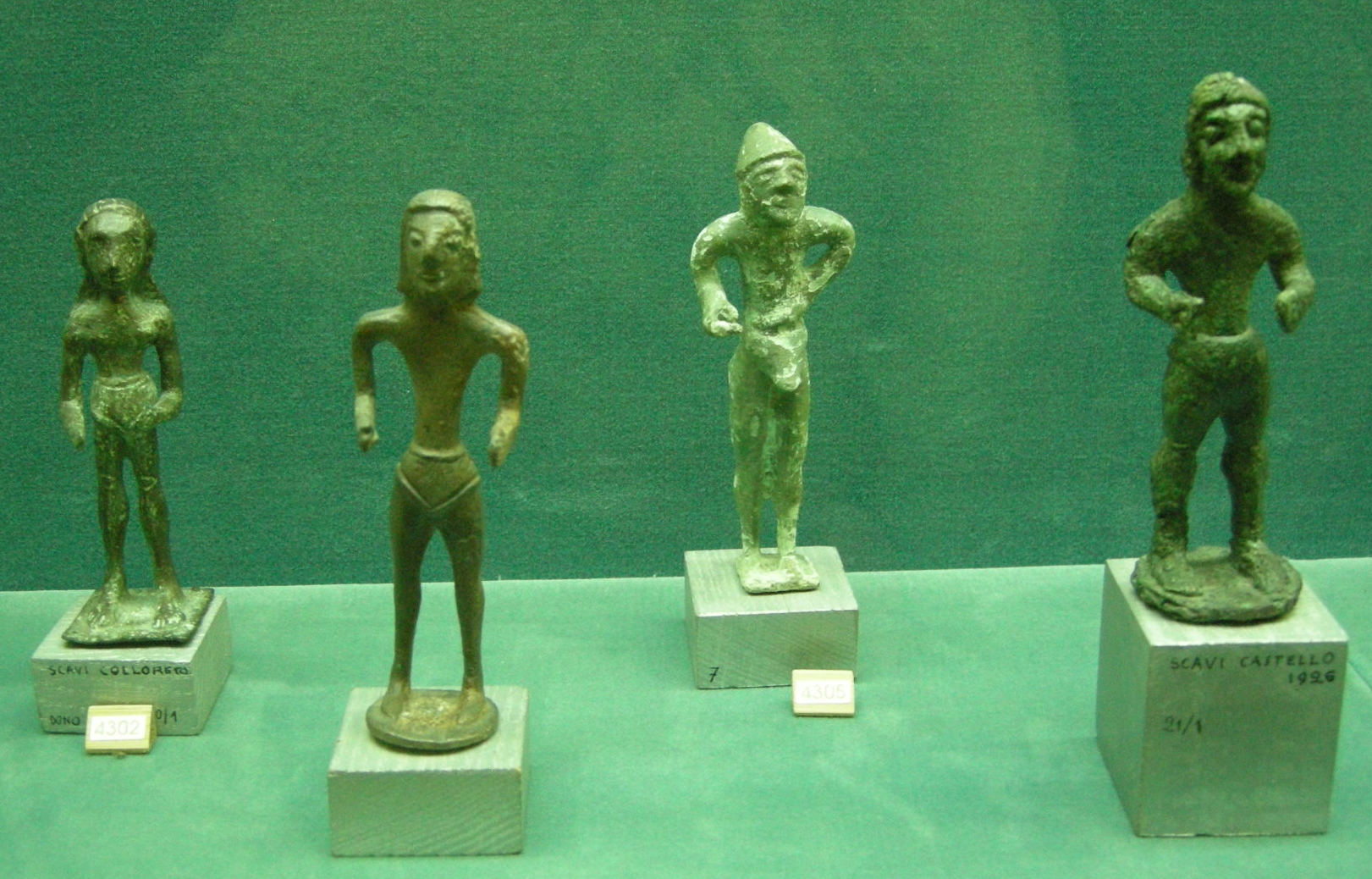
Estatuillas de bronce, Villanova/Orientalizante.

El periodo de cultura de Villanova, a veces llamado geométrico, fue el preludio de la formación de la civilización etrusca. Su nombre es el mismo que el de un importante yacimiento arqueológico, el de Villanova, descubierto en el año 1853 por Giovanni Gozzadini, cerca de Bolonia, caracterizado por el rito funerario de la inhumación y por el vaso cinerario bicónico. El periodo se caracterizó por la expansión y refinamiento de la metalurgia y por un arte que empleaba a menudo motivos geométricos simples dispuestos en patrones complejos, heredados de culturas anteriores —locales y griegas—, y que permanecerían en el arte etrusco hasta tiempos históricos. La tradición local anterior —llamada cultura «protovilanoviana»— parece haber influido en la costumbre de añadir pequeños elementos escultóricos en los vasos y urnas funerarias, mientras que el elemento griego se manifiesta en la creación de diminutas figuras de animales en bronce, que básicamente imitan los diseños encontrados en los vasos. Vulci fue probablemente el primer centro en tener una tradición artística típicamente etrusca, que se manifiesta en formas de vasijas y calderos con pequeños grupos de figurillas de hombres y animales en sus tapaderas. Fueron estas las primeras representaciones humanas en el arte italiano sólo atribuidas con cierta seguridad a personajes mitológicos a partir del final del periodo.
La producción artística vilanoviana parece haber sido abundante, pero hay pocos restos escultóricos. Los objetos recuperados por los arqueólogos se han encontrado en contextos funerarios dentro de las tumbas donde fueron depositadas las urnas que contenían objetos variados. Son de pequeñas dimensiones y en su mayoría son objetos utilitarios de bronce, como arneses para los caballos, cascos, puntas de flechas y lanzas, cántaros, pulseras, collares, así como calderos y sartenes y otros utensilios de utilidad desconocida, junto con recipientes de cerámica de todo tipo: vasijas, jarras y platos. Muchos de estos objetos son claramente de origen oriental, lo que indica la existencia de un activo comercio con regiones distantes. Los príncipes etruscos imitaban a los soberanos neo asirios y con la compra de bienes de lujo asentaban su poder ante su comunidad. La gran demanda que se produjo, hizo que fuera necesaria la creación de talleres locales en los que se desarrollaban las iconografías del mundo griego oriental, se producían figurillas antropomorfas, muy estilizadas y esquemáticas pero de gran vivacidad.

### Orientalizante
El número de piezas de tipología oriental encontradas en las tumbas de finales del siglo VIII a. C. es tan grande que todo el período fue llamado Orientalizante. Es entonces cuando el comercio con los griegos y los fenicios se intensificó, convirtiéndose en sus principales socios comerciales. Este aumento de la circulación de mercancías procedente de una gran variedad de lugares se debió a la necesidad de satisfacer los deseos de una élite que se había organizado, enriquecido y ennoblecido. Las principales ciudades de la época, Vulci, Tarquinia, Cerveteri y Veyes, se convirtieron en los principales centros comerciales, y el mayor número de restos de esculturas se han encontrado, de nuevo, en tumbas subterráneas. Durante este periodo, las tumbas se hicieron más grandes y más complejas, con varias cámaras, pasillos y una gran cubierta abovedada en la parte superior, formada con anillos concéntricos de bloques que avanzaban gradualmente, a veces con una pilastra central que contribuía a sostener la cubierta. Los entierros eran a menudo de lujo, incluyendo una profusión de objetos tanto decorativos como sagrados, los príncipes guerreros, invertían en comprar bienes suntuarios a semejanza de las pompas y tipologías orientales.
Los motivos decorativos como las hojas de palmera, el loto y el león se volvieron frecuentes y son buenos ejemplos las pulseras y colgantes con figuras de leones de marfil encontrados en Tívoli, una placa de plata en relieve que representa la «Señora de las fieras», de origen incierto, y los escudos de bronce de gran tamaño que se utilizaban para colgar en las tumbas, especialmente las de Cerveteri, decorados con relieves en un estilo que recuerda a los patrones geométricos de la cultura de Villanova, pero que incluyen otros elementos orientales. En la cerámica, la novedad era la imitación de las formas hasta ahora reservadas al bronce, dándoles una nueva audacia en el modelado de las figuras de bulto completo y en accesorios escultóricos como los vasos. De particular interés son los pequeños vasos aríbalos con forma de animales usados para almacenar perfumes, junto con otros vasos de adornos complejos —los bucchero—, que también puede ser catalogados como esculturas, y las urnas canópicas con tapas cubiertas con figuras antropomórficas que podían tener grandes dimensiones y estar entronizadas. Se hace notar en esta fase, el desarrollo del arte de la joyería, ricamente ornamentada, de la que existen ejemplos comparables a esculturas en miniatura.
Los mitos griegos ya aparecían con frecuencia en las representaciones orientalistas pero es posible que hubieran sido interpretados de acuerdo con las tradiciones religiosas locales. Fue durante este periodo que surgieron las primeras estatuas de culto etruscas, una tipología religiosa diferente de las estatuillas votivas que ya se veían en la fase anterior. Algunas son identificables fácilmente a partir de sus modelos griegos, pero otras son adaptaciones locales, que requieren de la interpretación de los estudiosos para ser identificadas. Como ejemplo de ello son las estatuas de un dios lanzando un rayo, que podría tratarse de Zeus, pero joven y sin barba, complicado aún más por el conocimiento de al menos 9 dioses etruscos con el atributo del rayo, según relata Plinio el Viejo. Al final del periodo, su producción artística ya había logrado formular una estética que superaba de forma consciente la mera imitación de los modelos extranjeros y su habilidad con los metales preciosos y bronce, llegó a ser conocida más allá de sus fronteras.

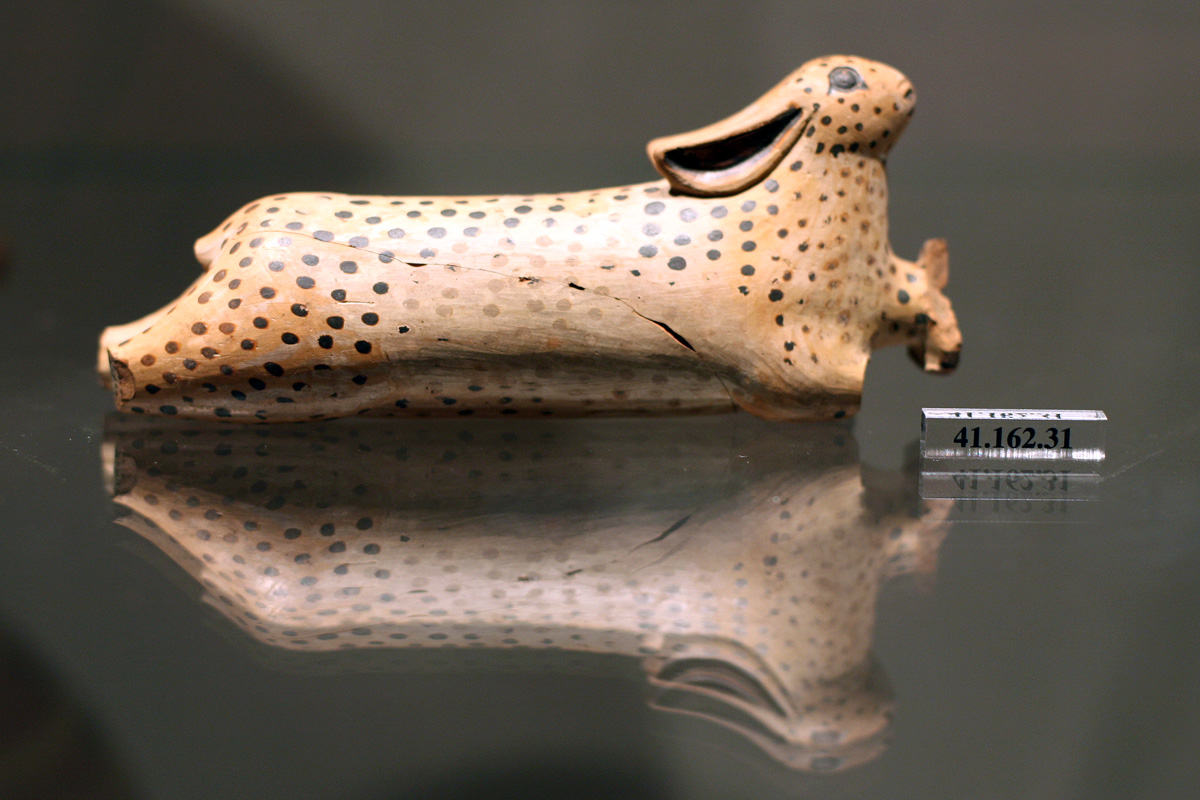
Aríbalo en forma de conejo, terracota.
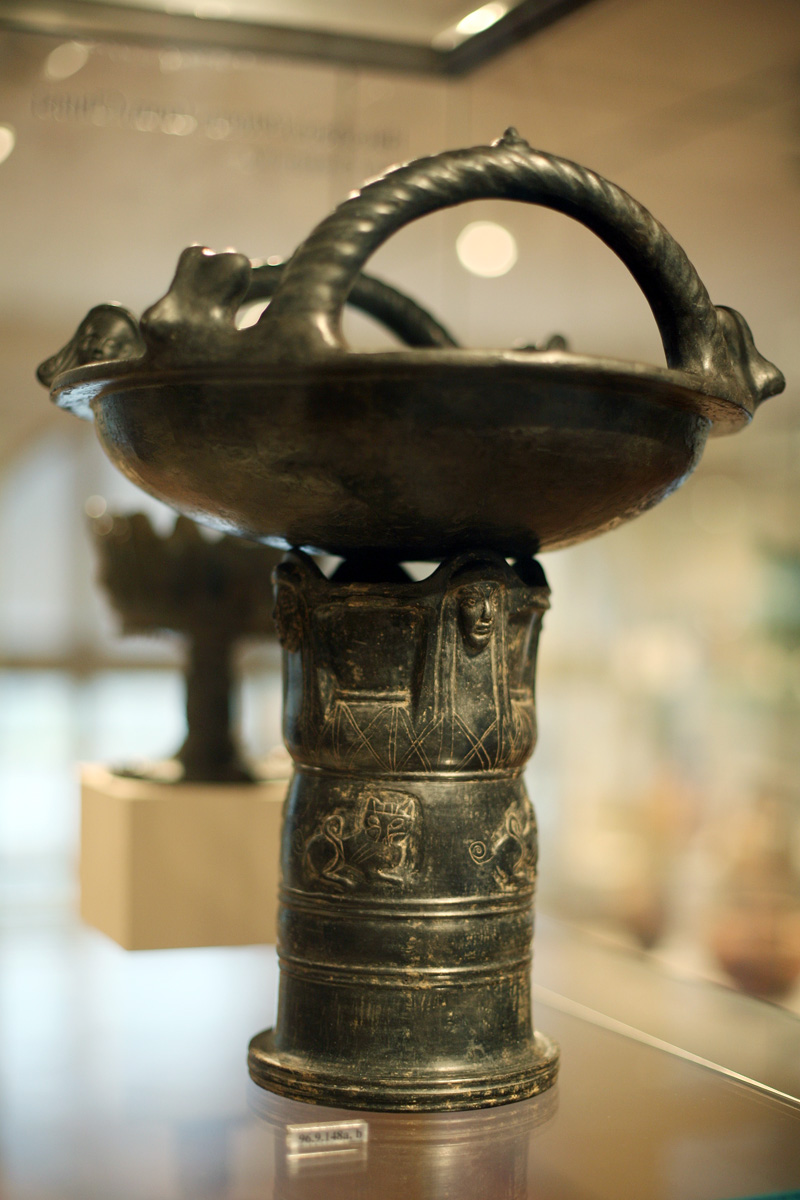
Vaso tipo bucchero, de terracota.
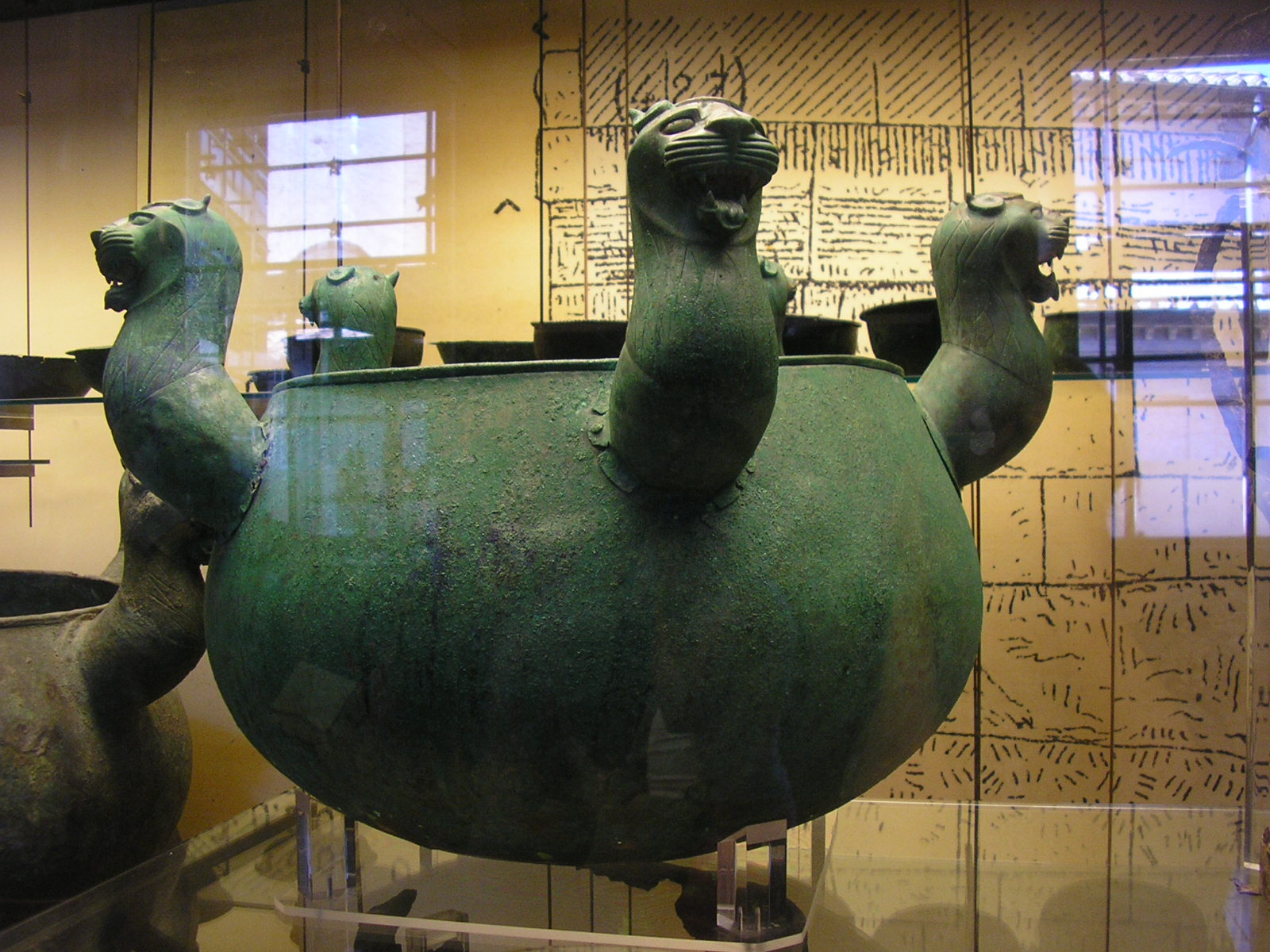
Caldero con cabezas de león, bronce.

### Arcaico
La importación del estilo arcaico de Grecia fue natural, teniendo en cuenta la continuidad de los fuertes vínculos comerciales y culturales que unían ambos pueblos y favorecido por el hecho de que hacia el 548-547 a. C. los persas conquistaron Jonia, provocando la huida de muchos griegos hacia Italia. Muchos de ellos eran artistas que aportaron una nueva estética en la construcción de la figura humana con líneas estilizadas o de grandes dimensiones, más naturalistas. Los tipos de producción arcaica griega se desarrollaban siguiendo las normas esencialmente idealistas y fijaban modelos definidos que ilustraban plásticamente los conceptos éticos y morales, no encontrando una imitación exacta entre los etruscos, ya que ellos realizaban la forma del cuerpo humano con un perfil mucho más descriptivo y, de hecho, haciendo imágenes casi como retratos, cuando entre los griegos toda la idiosincrasia personal había sido abolida de las imágenes. Otra diferencia es que la figura masculina, aunque era muy similar a la del kouros griego solía vestirse y los patrones de sus vestiduras tenían relación con la ropa de las femeninas kore. Además, tenían un gusto especial para el ornamento, introdujeron muchos detalles decorativos nuevos y usaban un mayor número de personajes en las escenas de grupos que sus modelos griegos. También hubo diferencias en el material empleado, que, por lo general, fue la terracota, prefiriendo la coroplastia que es donde realizaron sus obras más perfectas. Emplearon también la piedra aunque nunca con la originalidad y la frescura que conseguían con la arcilla e ignoraron el mármol. Uno de los ejemplos más conocidos de estatua exenta o aislada de esta fase es la escultura de culto del Apolo de Veyes, actualmente en el Museo Nacional Etrusco de Villa Julia.

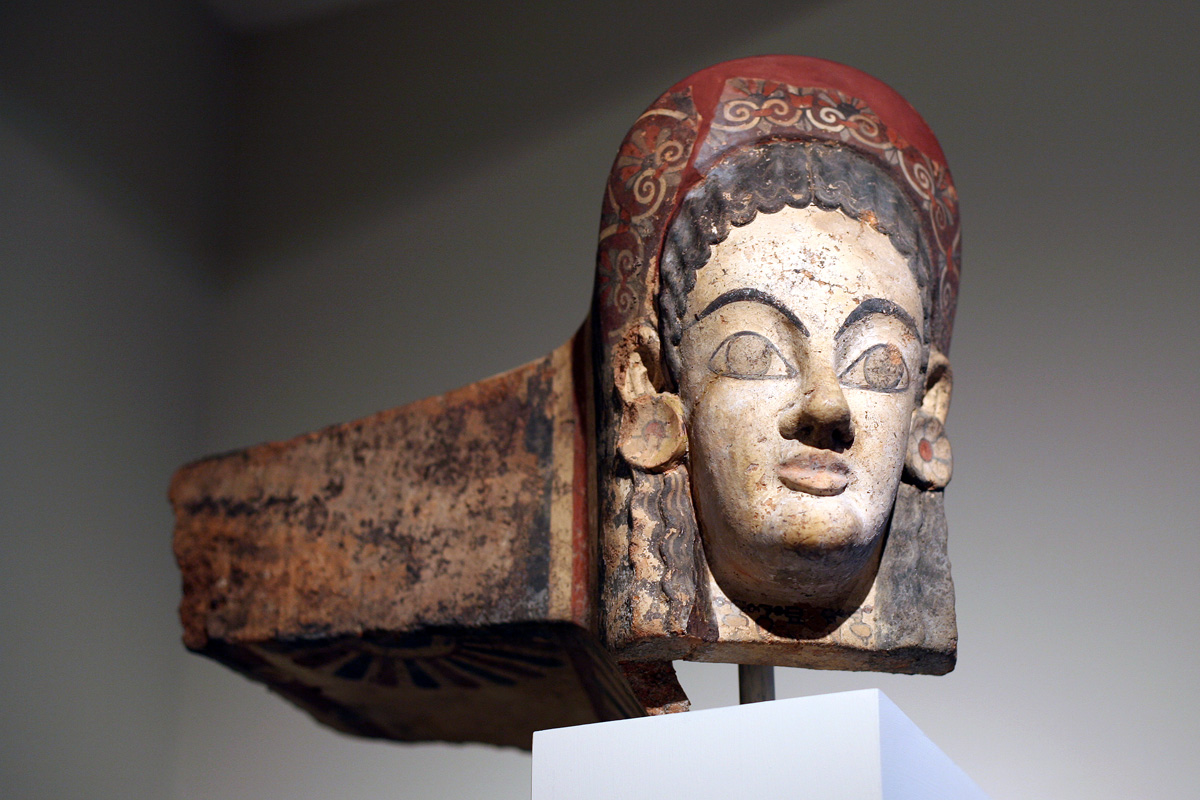
Antefija de terracota policromada (Metropolitan Museum of Art).

Durante este periodo se hicieron importantes cambios en la escultura también debidos a cambios en el ámbito de la arquitectura y la religión. La fusión de las mitologías etrusca y griega propició un acercamiento en las formas de culto. La forma del templo etrusco, que antes poco se diferenciaba de una casa común, se modificó y se amplió, volviéndose similar al templo griego. Una vez más, la asimilación no fue literal, usando materiales alternativos para su construcción, mostrando diferentes divisiones en los espacios del edificio, en su distribución y diseño de columnas y con el uso de muchos detalles decorativos en terracota policromada, como frisos, acroteras, antefijas y placas con escenas narrativas o con motivos ornamentales diversos. La decoración de los templos principales —más pequeños que los griegos pero más decorados— se coronaba con un gran grupo escultórico en alto relieve en el frontón, también en terracota, tipología que se consolidó a mediados del siglo VI a. C. como uno de los más típicos y originales géneros de escultura monumental etrusca. Grandes ejemplos de esta nueva tendencia son el grupo del templo A en Pirgi y otro en Veyes. Cambios similares se produjeron en la construcción de las tumbas, haciéndolas más complejas y mayores, con varias habitaciones decoradas de acuerdo con sus funciones como si fueran casas y decoradas con elementos escultóricos, como pedestales, columnas y capiteles, y relieves de diversos tipos.
A partir de esta época es frecuente la representación de la escena del «banquete», en la que, a diferencia de la tradición griega, participaban las mujeres representadas tumbadas al lado de sus maridos. Así se muestran en los ajuares fúnebres y en algunas urnas de Chiusi tanto en la pintura de sus muros como en los relieves de las urnas. Se inició así el desarrollo de un nuevo tipo de urna de enterramiento, con las dimensiones de un sarcófago para los cuerpos que no eran incinerados, sino enterrados. Consistía en una caja decorada con relieves en los laterales y cubierta con una tapa en la que se representa a los muertos en una posición reclinada, como si estuvieran en un banquete. Algunas veces representaban parejas, como el célebre Sarcófago de los esposos del Museo Nacional Etrusco. Las figuras de los fallecidos, sin embargo, no eran retratos, sino tipos genéricos. Es posible que este género estuviera inspirado en la tradición cartaginesa de enterramiento, fusionada con el modelo egipcio con tapa en forma de momia y la oriental en forma de caja. El modelo de sarcófago etrusco se utilizaría mucho más tarde en Roma, extendiéndose sobre una gran área del Mediterráneo.

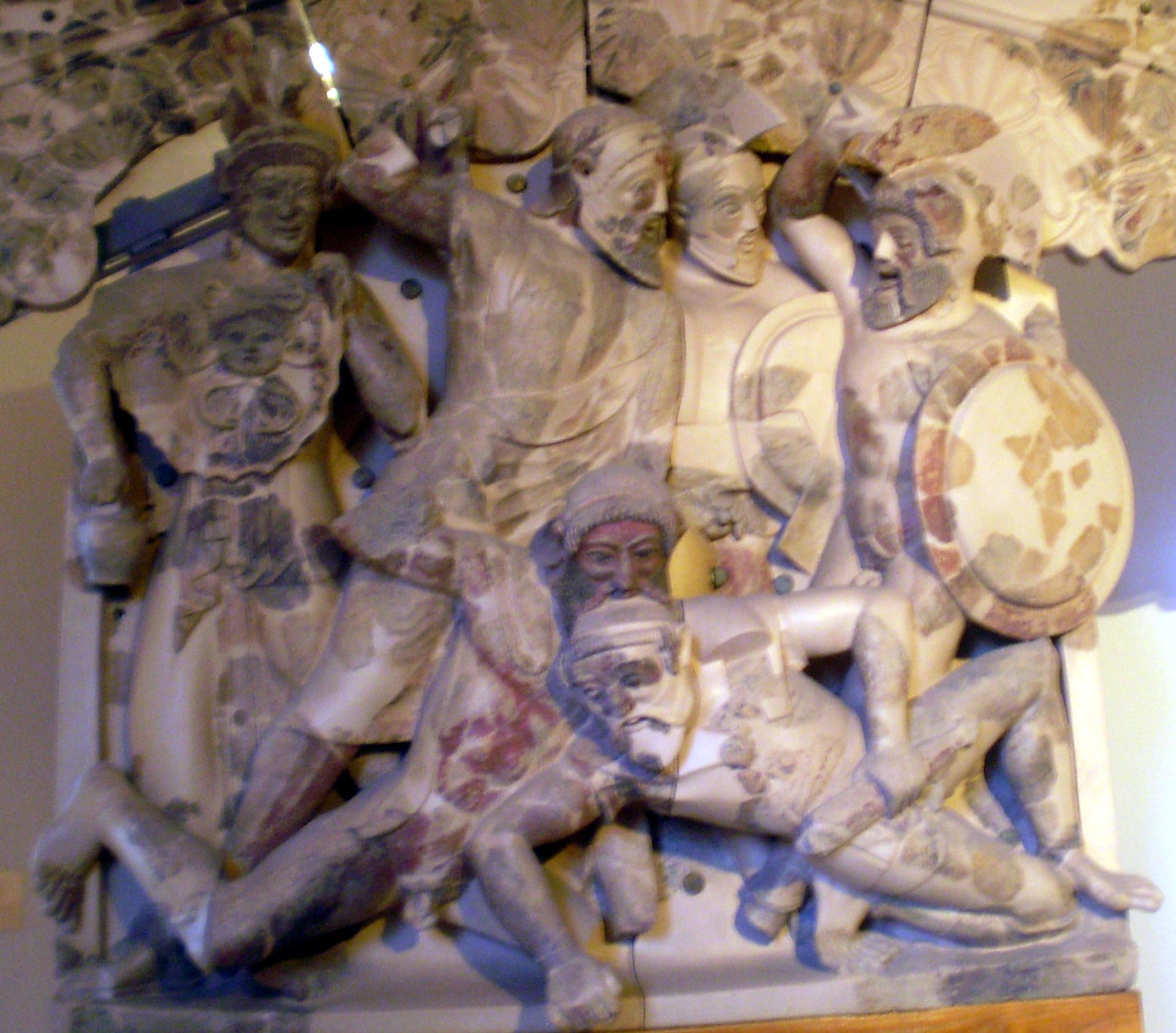
Grupo con escena mitológica, terracota, Pyrgi.
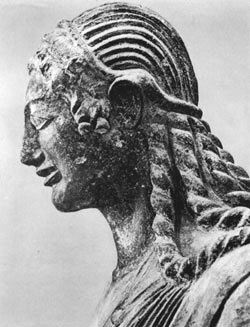
El Apolo de Veyes, terracota, Veyes.
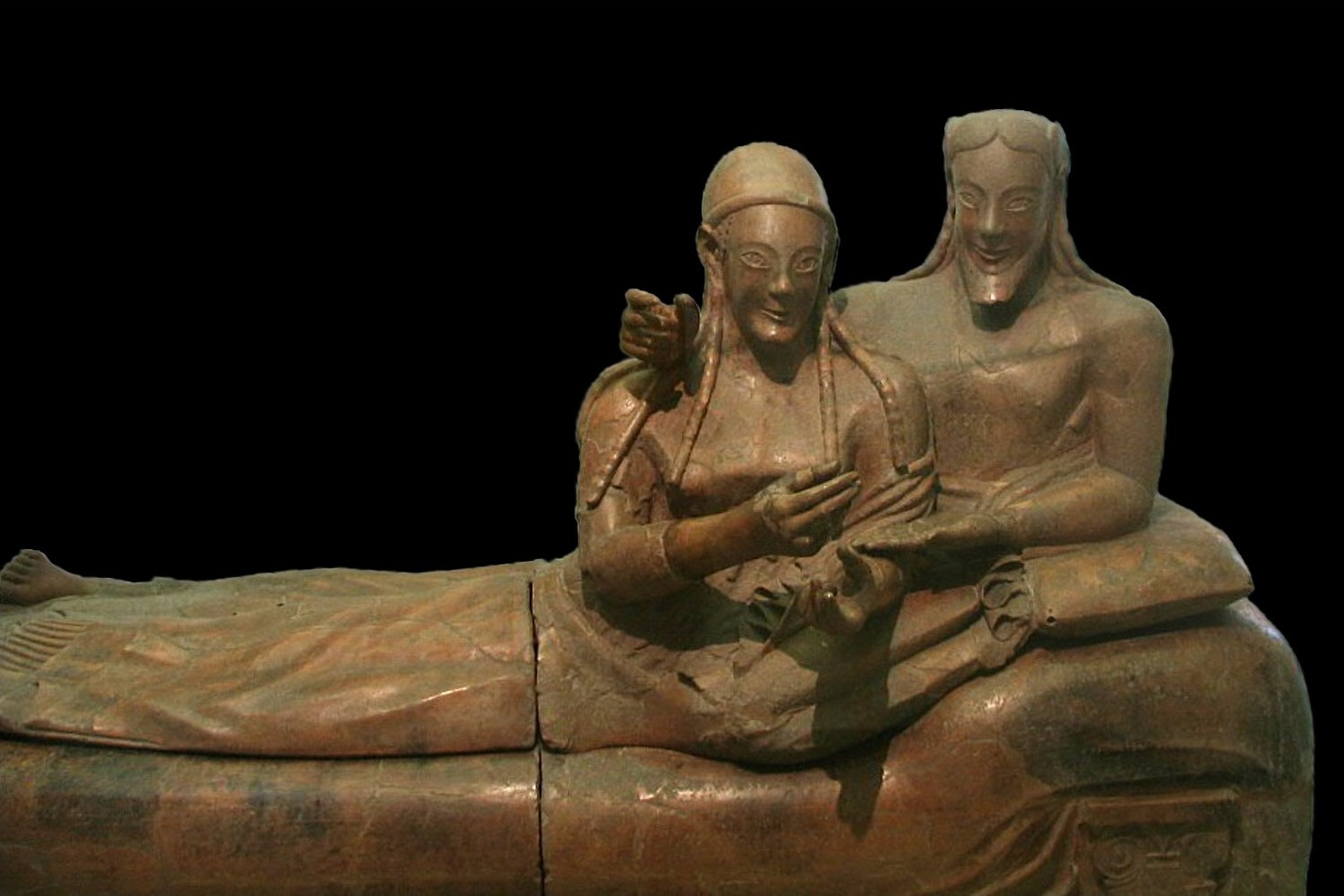
Sarcófago de los esposos, terracota, Caere.
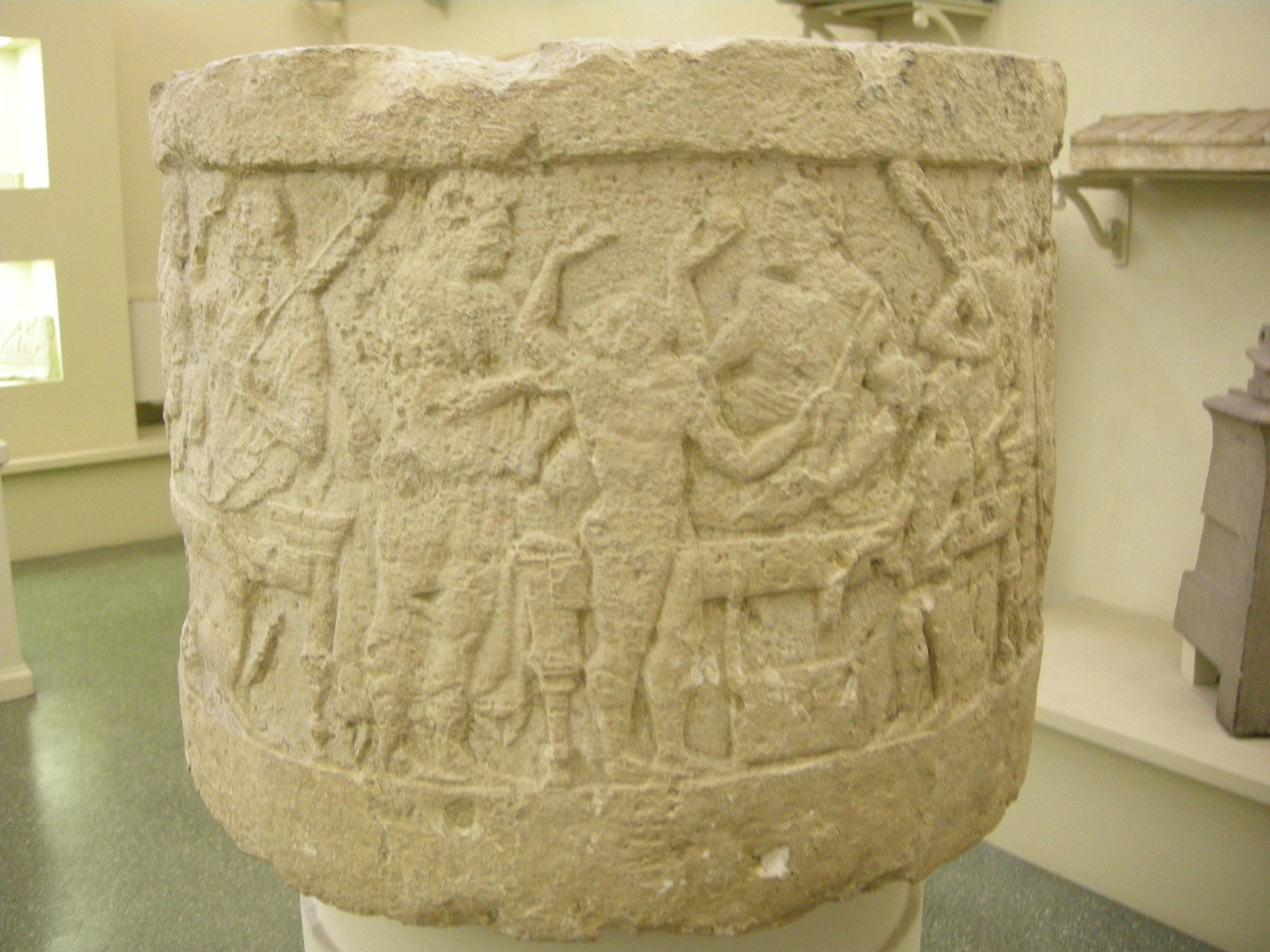
Escena de banquete, piedra calcárea, Chiusi.
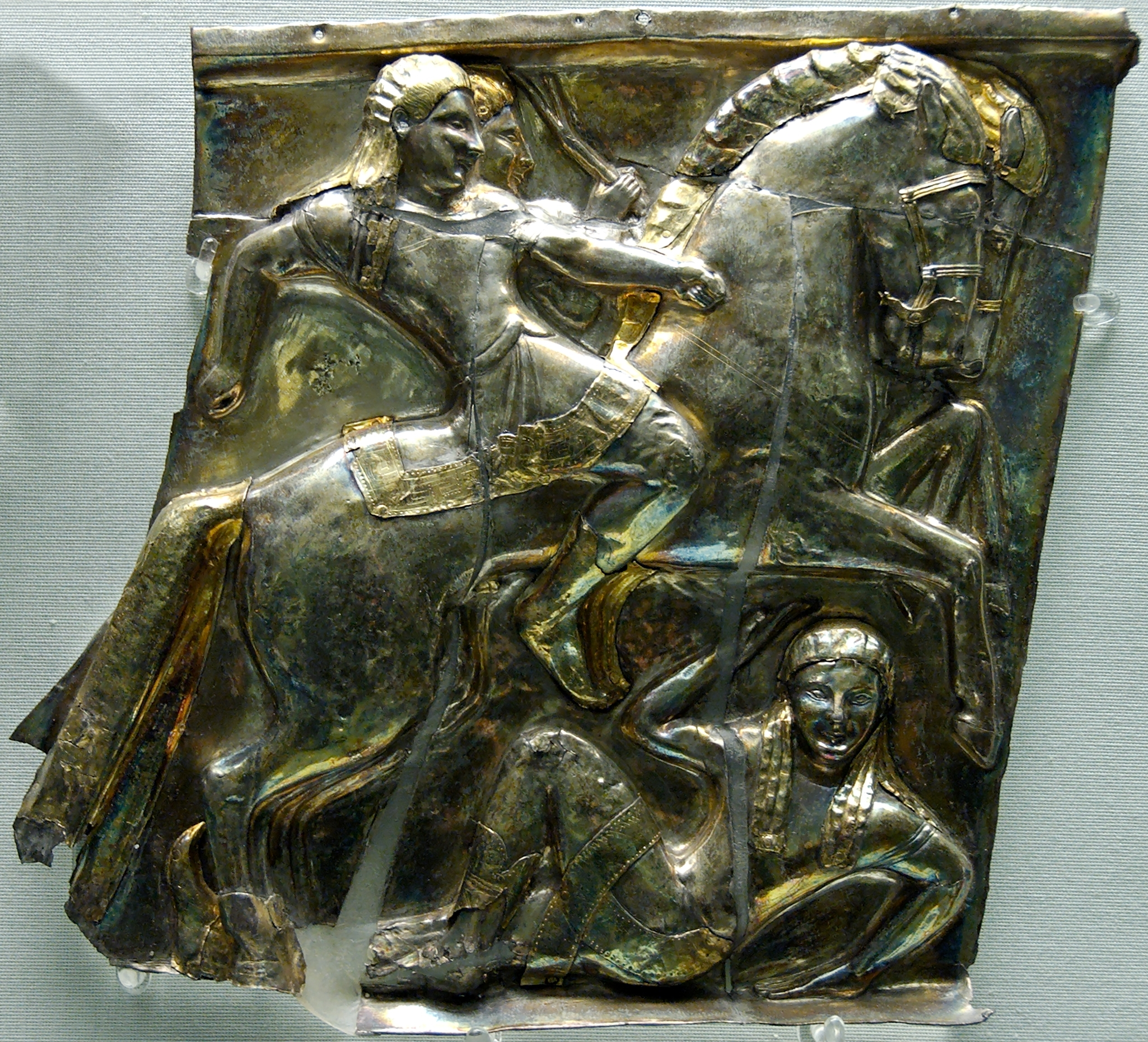
Escena mitológica, plata repujada, Castillo de San Marino.
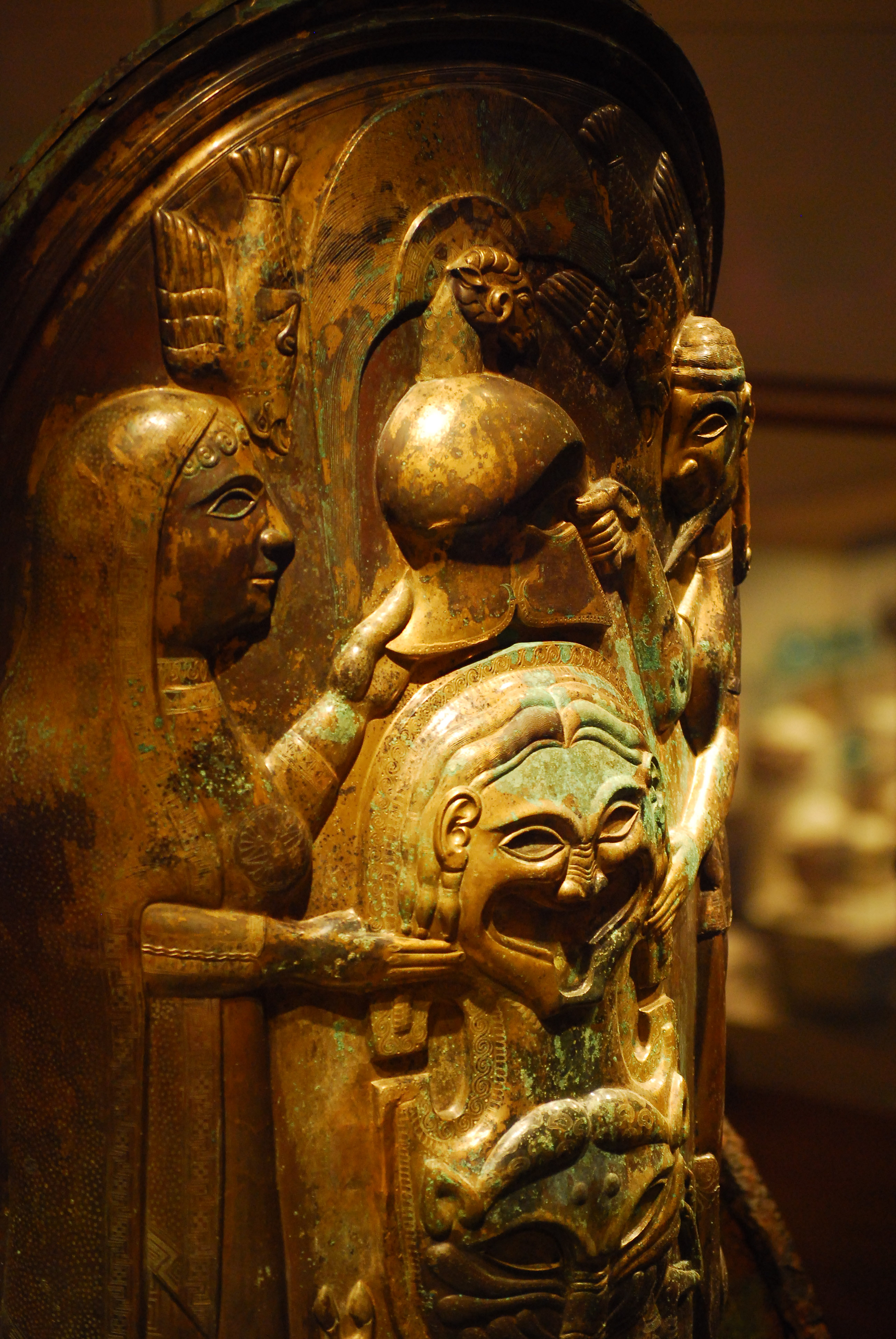
Detalle de Carro etrusco de Monteleone, Brufa.
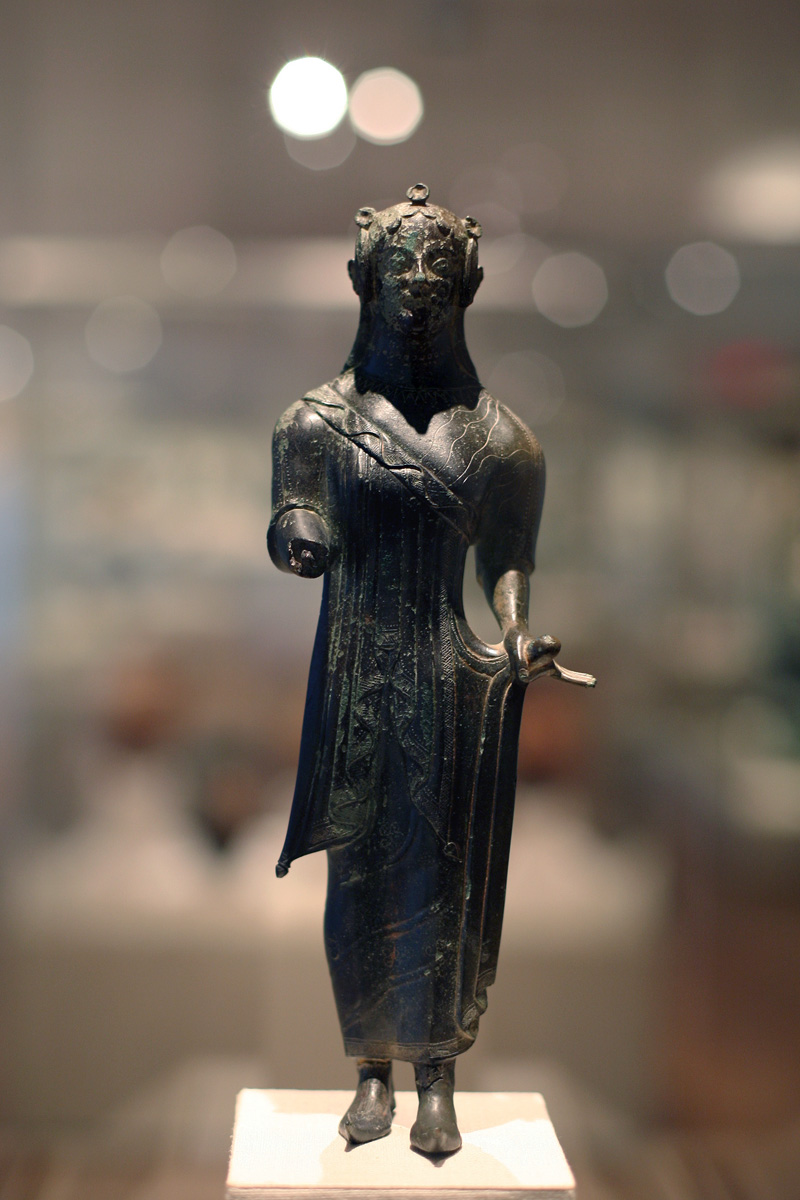
Estatua votiva, bronce, Chiusi.
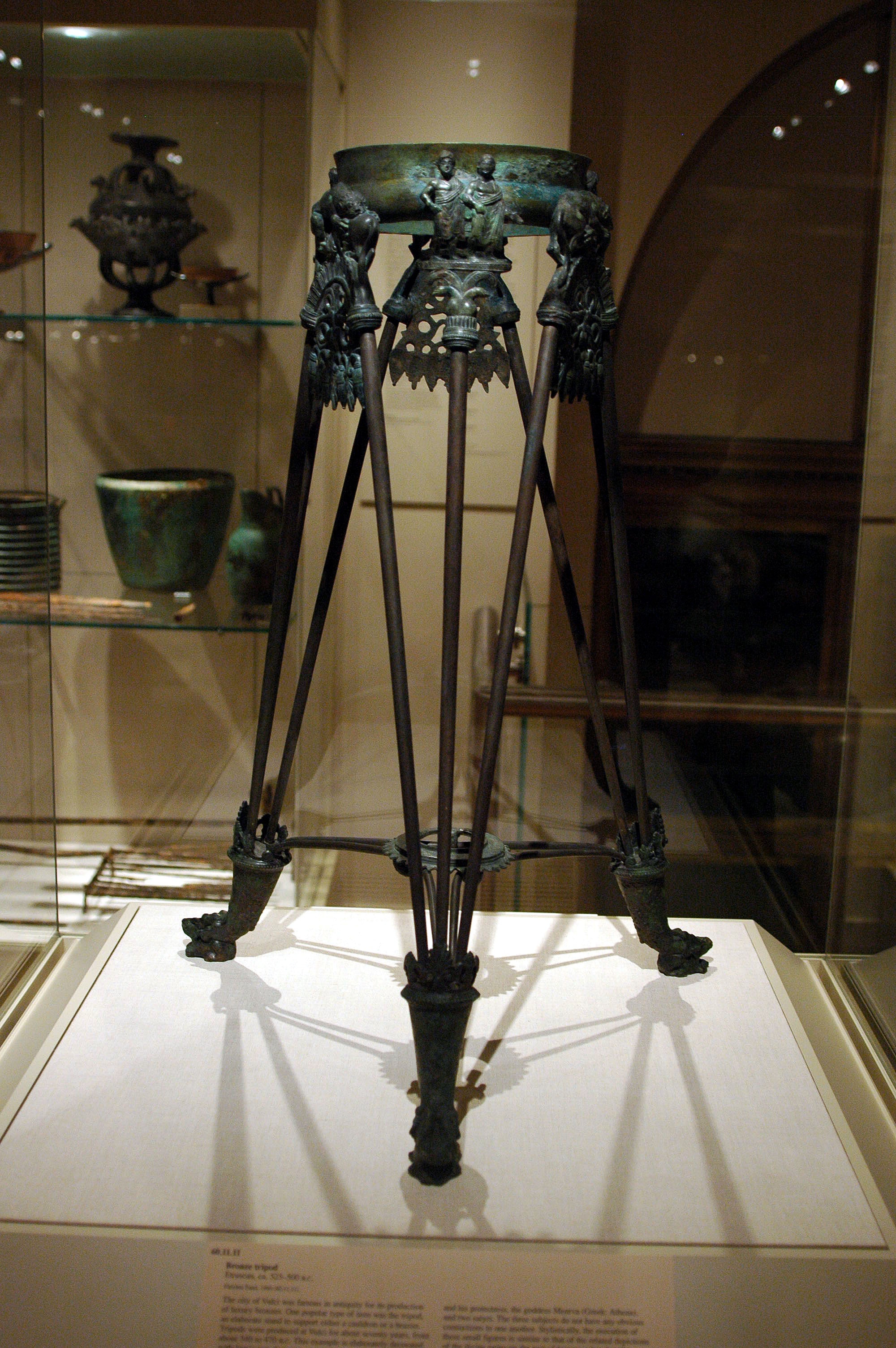
Trípode, bronce, Vulci.

### Clásico
El estilo arcaico siguió siendo predominante en la antigua Etruria, mientras que en Grecia, el canon clásico prevalece en los siglos V al IV a. C. De hecho, fue prácticamente ignorado entre los etruscos. Pallottino justifica esta diferencia diciendo que la cultura clásica griega se encontraba en ese momento, por diversas razones, más centrada en Atenas y en el Peloponeso y de alguna manera había bloqueado la influencia de su radiación a las regiones vecinas. Por su parte, Nancy Grummond describe la fase como «neutra» que dio lugar a sólo unas pocas obras importantes, el Marte de Todi, que está cerca del canon de Policleto, la famosa Quimera de Arezzo, que tiene una influencia clásica pero conservando aún vestigios arcaicos, el Busto de Bruto (a veces considerada obra romana) y decoraciones arquitectónicas en Orvieto y Falerii. Aunque raros, estos ejemplos muestran una gran maestría en la construcción de la forma y la técnica de la fundición y se consideran obras maestras. Después de la caída de Veyes en el 396 a. C. bajo los romanos, los centros de producción más activos pasaron a estar en Chiusi, Falerii y Bolsena, sede de uno de los santuarios más importantes etruscos.
La escultura clásica griega siguió mostrando gran preocupación idealista como en la fase arcaica, pero ahora con una notable capacidad para imitar la anatomía de cuerpos reales mostrando una combinación entre lo ideal y lo natural en las figuras humanas, dotándolas de un carácter intemporal, arquetípico y exaltado, incluso cuando se trataba de dioses. También los etruscos reafirmaron su originalidad, prefiriendo un nivel más cercano a lo natural y ornamental. Su desviación del canon extranjero no puede ser explicado por una supuesta incomprensión del modelo, ya que la élite etrusca estaba lejos de ser ignorante y los artistas habían demostrado la alta capacidad técnica, sino porque tenían objetivos diferentes en el arte. Comprender estas diferencias es particularmente relevante para el estudio del periodo clásico etrusco, debido a la gran cantidad de figuras mitológicas que han sobrevivido.
En el caso de los sarcófagos, hay una preocupación ligeramente mayor para describir con más aproximación la fisonomía de los muertos, aunque difícilmente se pueden considerar verdaderos retratos. Las figuras se presentan con más variedad de formas, apareciendo incluso como personas durmientes. Proliferan paralelamente las estatuillas votivas de dioses y exvotos en forma de cabeza, que se han conservado en gran número, pero que aún no han sido suficientemente estudiados.

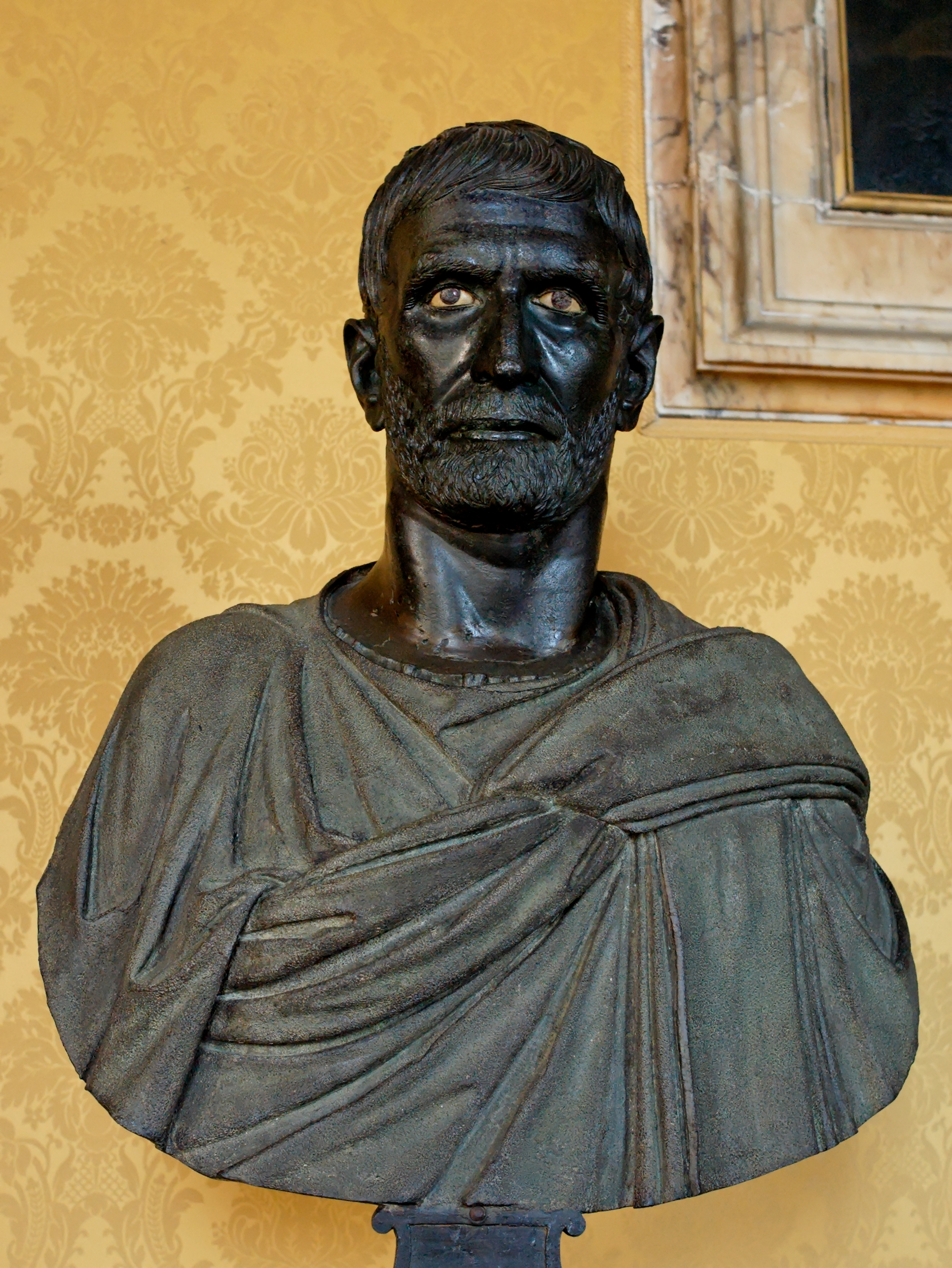
Bruto Capitolino, bronce.
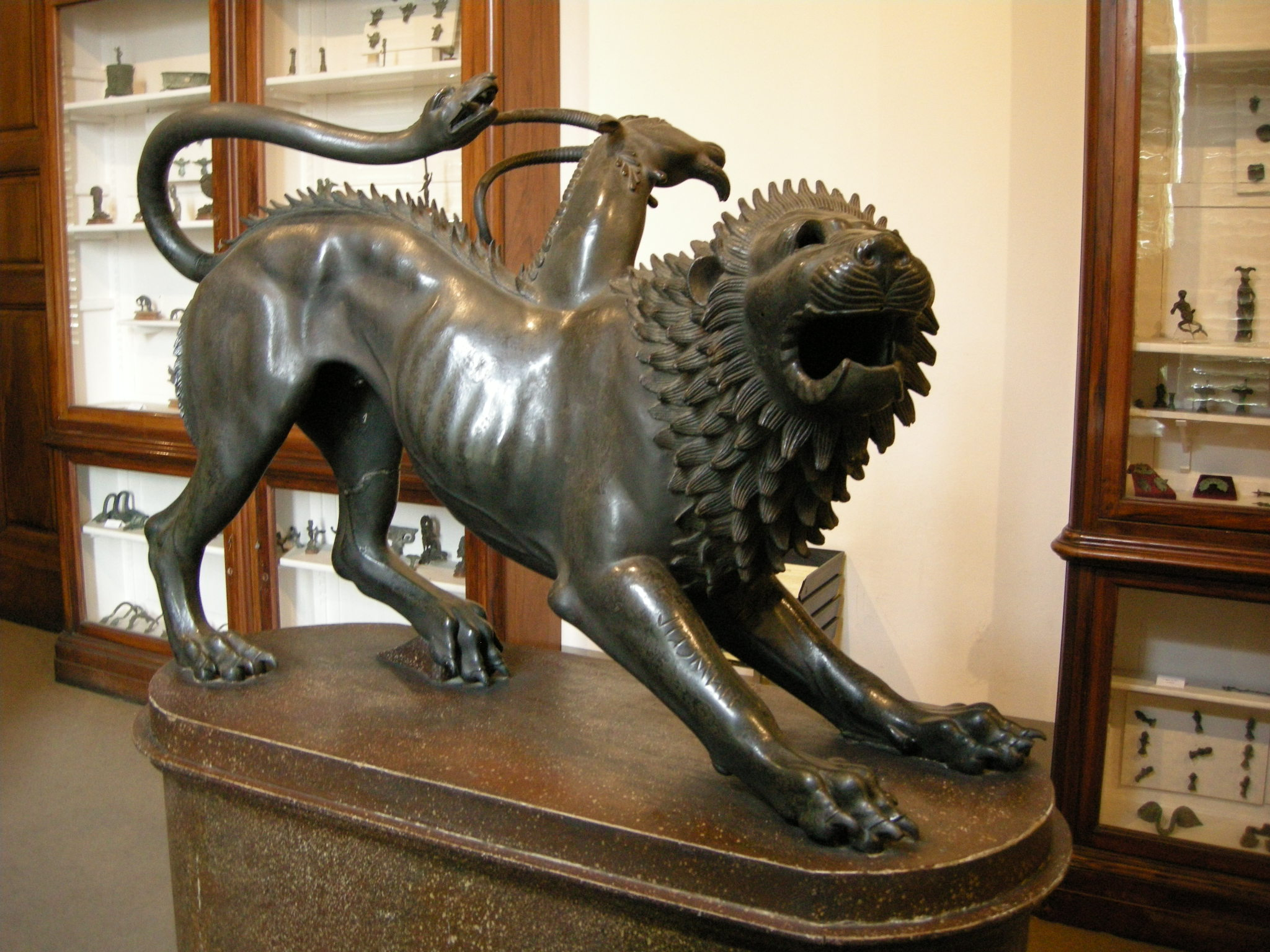
La Quimera de Arezzo, bronce.
Caballos alados de Tarquinia, terracota.
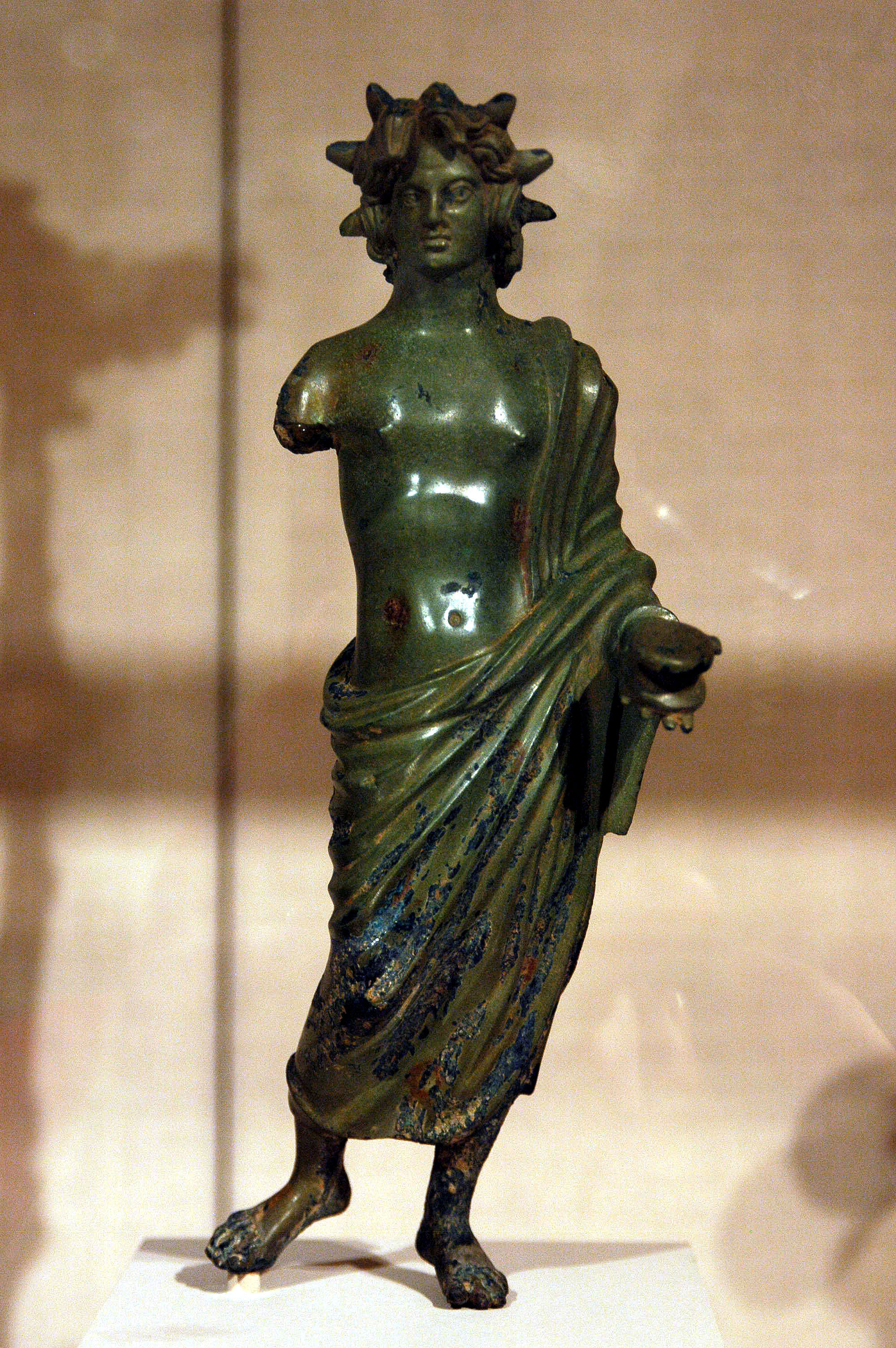
Estatuilla de Apolo, bronce.

### Helenístico
La fase helenística es una de las más difíciles de describir. En ese momento el imperio etrusco estaba en declive, amenazado por sus vecinos, especialmente los romanos, que iban conquistando una a una sus ciudades. En el choque de las dos culturas se inició un proceso de fusión. Cambiaban sus estructuras sociales, poniendo énfasis en el gobierno militar y la formación de una nueva aristocracia con la asimilación de los plebeyos enriquecidos. La religión y las costumbres funerarias son cada vez más sencillas, ya que no se realizaban tumbas decoradas con el lujo de las anteriores fases, ni con tantos objetos o accesorios, lo que sugiere que los intereses de la sociedad se estaban volcando más en la vida presente que en la de ultratumba, tanto más porque empezaban a predominar visiones pesimistas con respecto al futuro de su pueblo. En cambio se reanudó el contacto con Grecia, que ya trabajaba bajo el eclecticismo helenístico.
Los sarcófagos y urnas aún continuaban siendo piezas muy decoradas, pero las esculturas de los muertos se convierten más esquemáticas y genéricas. Aunque el repertorio formal sigue siendo variado, alrededor del siglo II a. C. los modelos ya estaban establecidos y la demanda era tal que condujo a su fabricación en serie, a partir de un mismo molde —en terracota— o de un mismo modelo —en piedra—, con un fuerte descenso en las piezas individualizadas. Lo mismo sucedió con las piezas de cabezas y estatuillas votivas, su calidad también tendió a decaer, posiblemente causada por la producción intensiva de los moldes de segunda o tercera generación y la renuncia al trabajo manual después del modelado. Las urnas fueron producidas principalmente en Chiusi, Volterra y Perugia, mientras que los sarcófagos provenían de Viterbo y Tarquinia. Las tumbas más importantes en este periodo se encuentran en la región de Tarquinia, Toscana, Perugia y Sorano.
Los grupos arquitectónicos tienden a estar más poblados de figuras, dispuestos en secciones que alternaban gran movimiento y violencia con otras de un ambiente más pacífico y utilizando recursos eclécticos de varias fuentes, incluso del arcaico. Ejemplos importantes de esta fase son los grupos del frontón de Talamone de Luni o El orador, una estatua en bronce exenta. En el siglo I a. C. la calidad de las obras en general se volvió muy pobre y toda la producción original etrusca ya había sucumbido a la influencia romana, llegando a su fin. Los etruscos obtuvieron la ciudadanía romana a principios del siglo I y su territorio se denominó Regio VII Etruria, una de las once comprendidas en la reforma augusta.

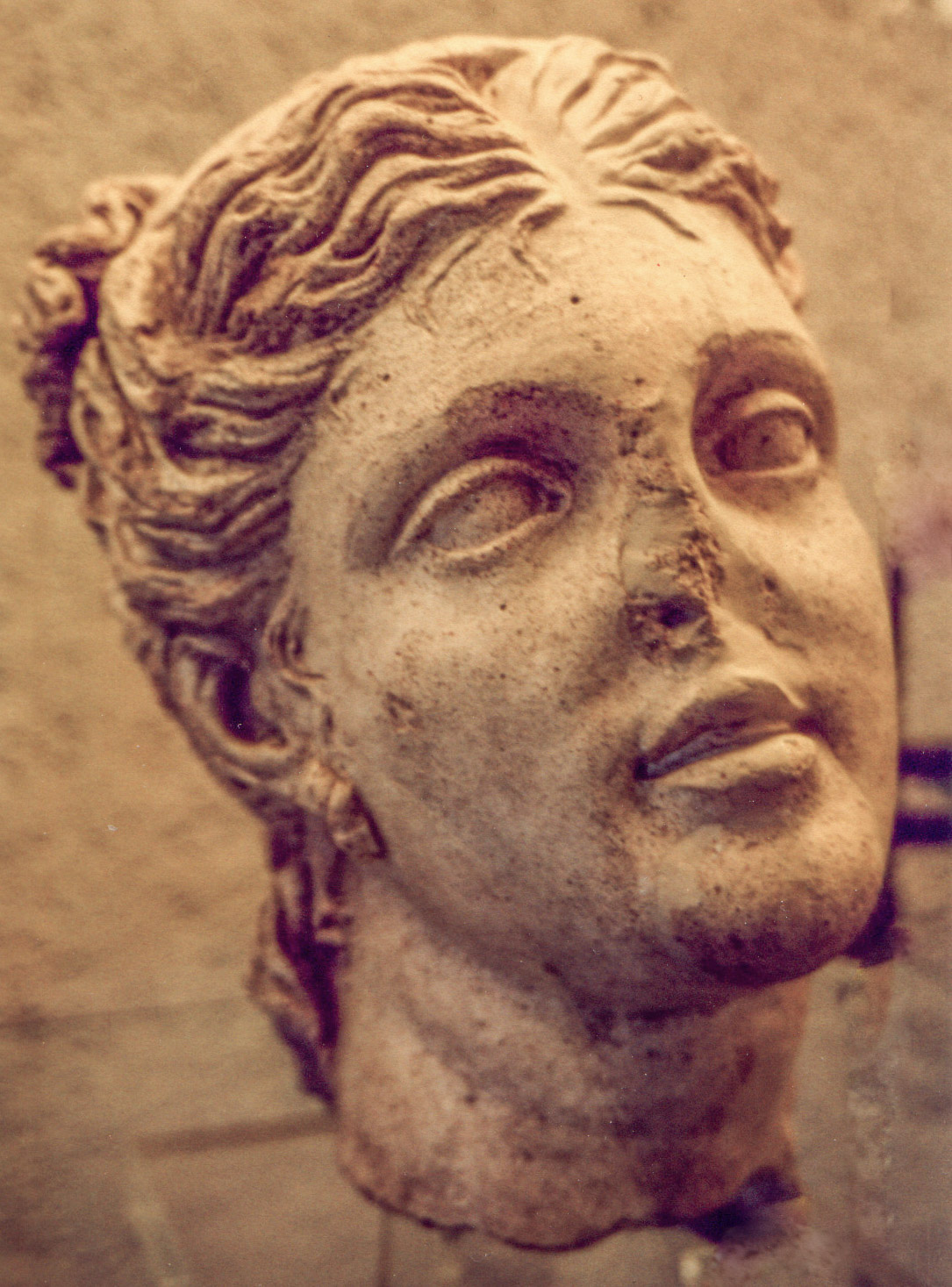
Cabeza femenina, terracota, Vulci
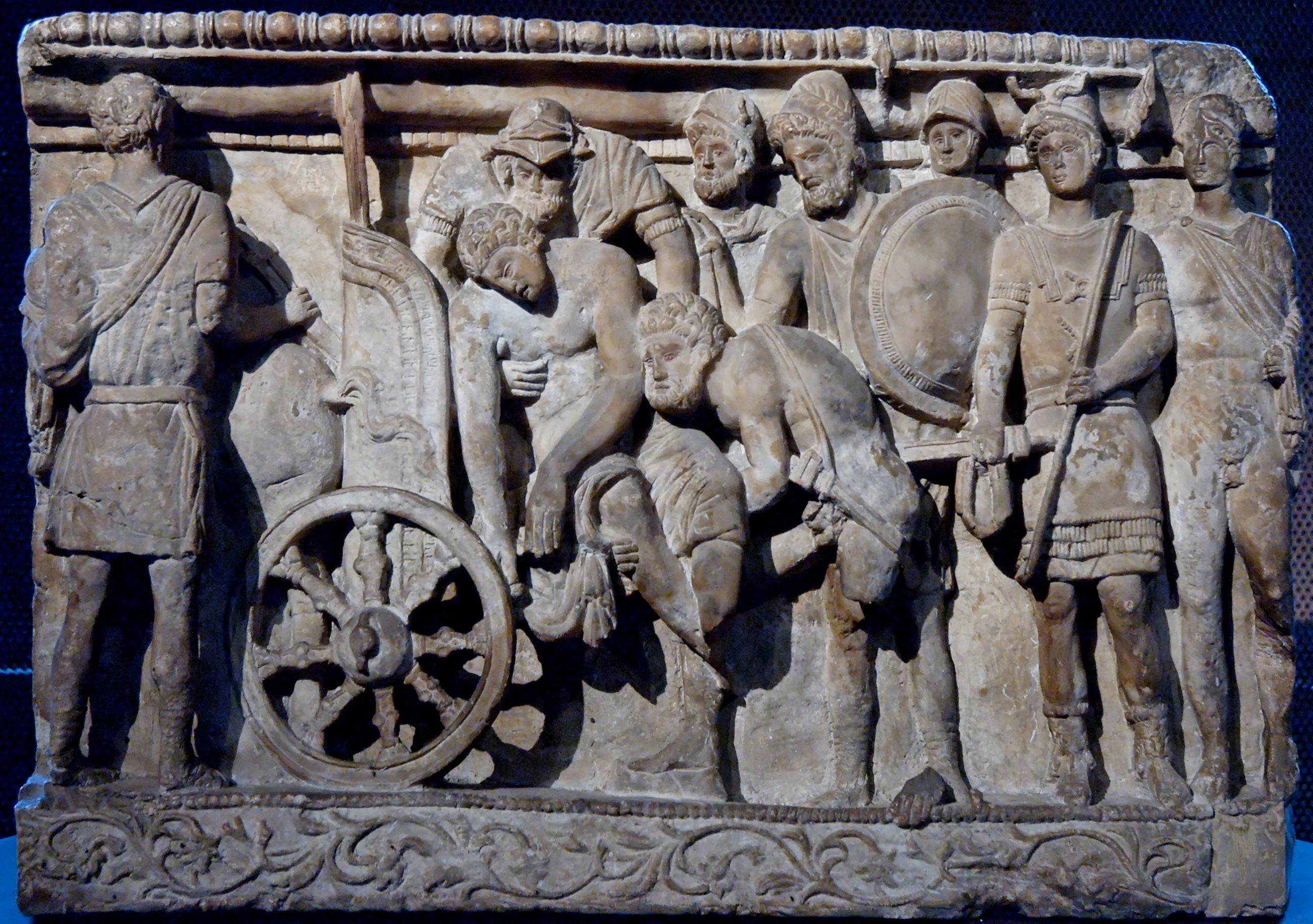
Menelau y Meriones levantan el cuerpo de Patroclo, como manda Ulises, alabastro, Volterra.
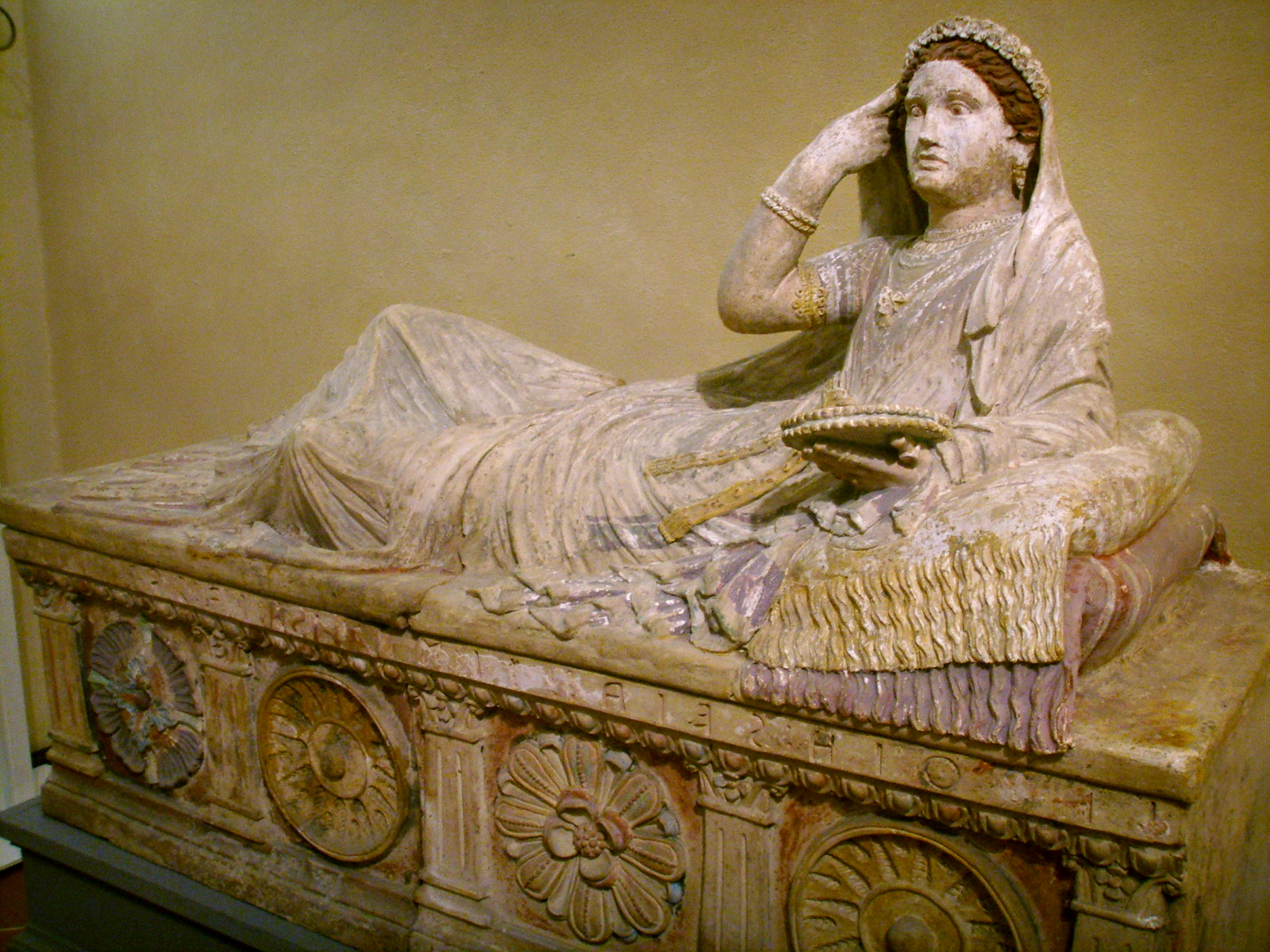
Sarcófago de Larthia Seianthi, terracota con restos de policromía, Chiusi.
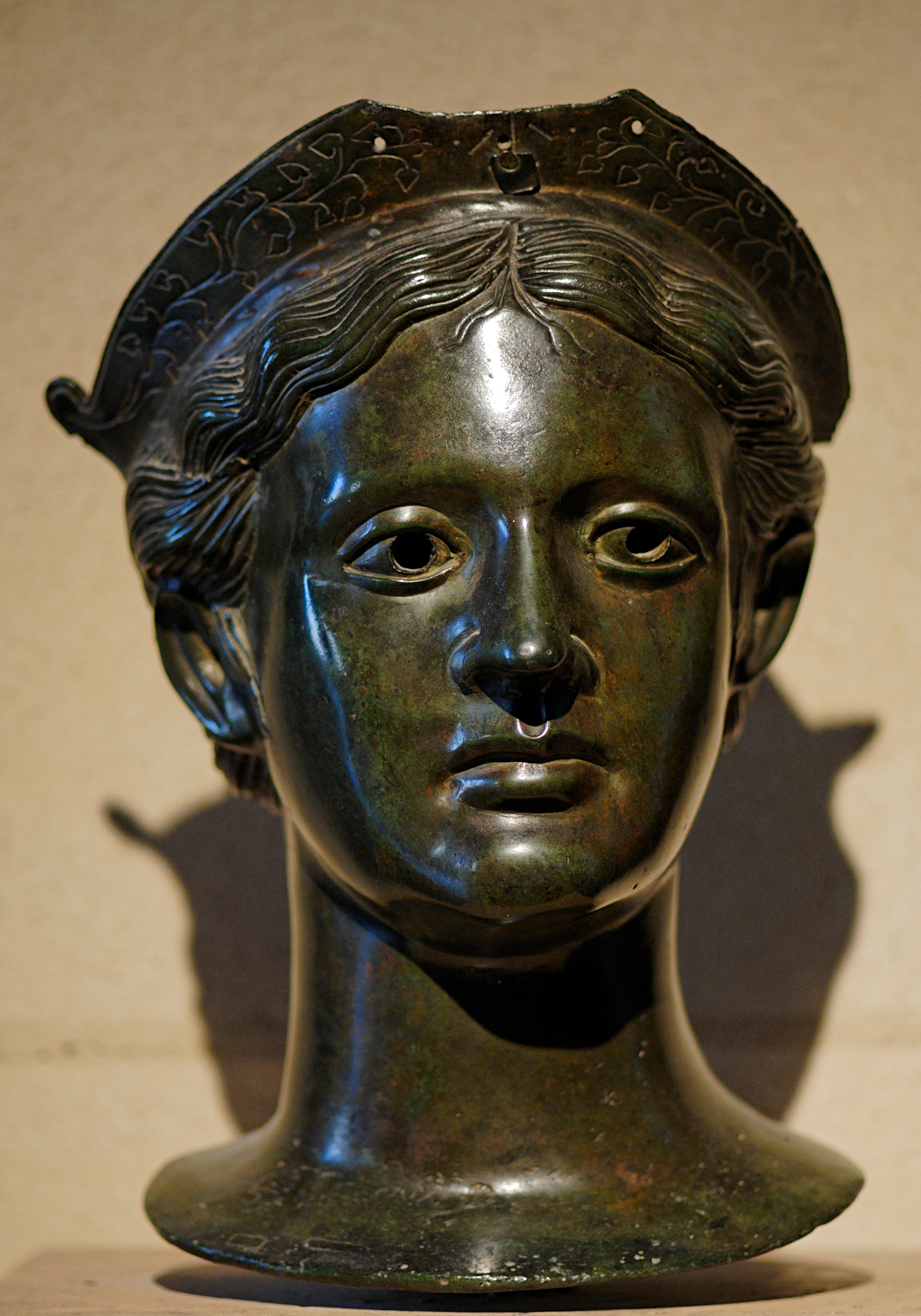
Cabeza de divinidad, bronce.
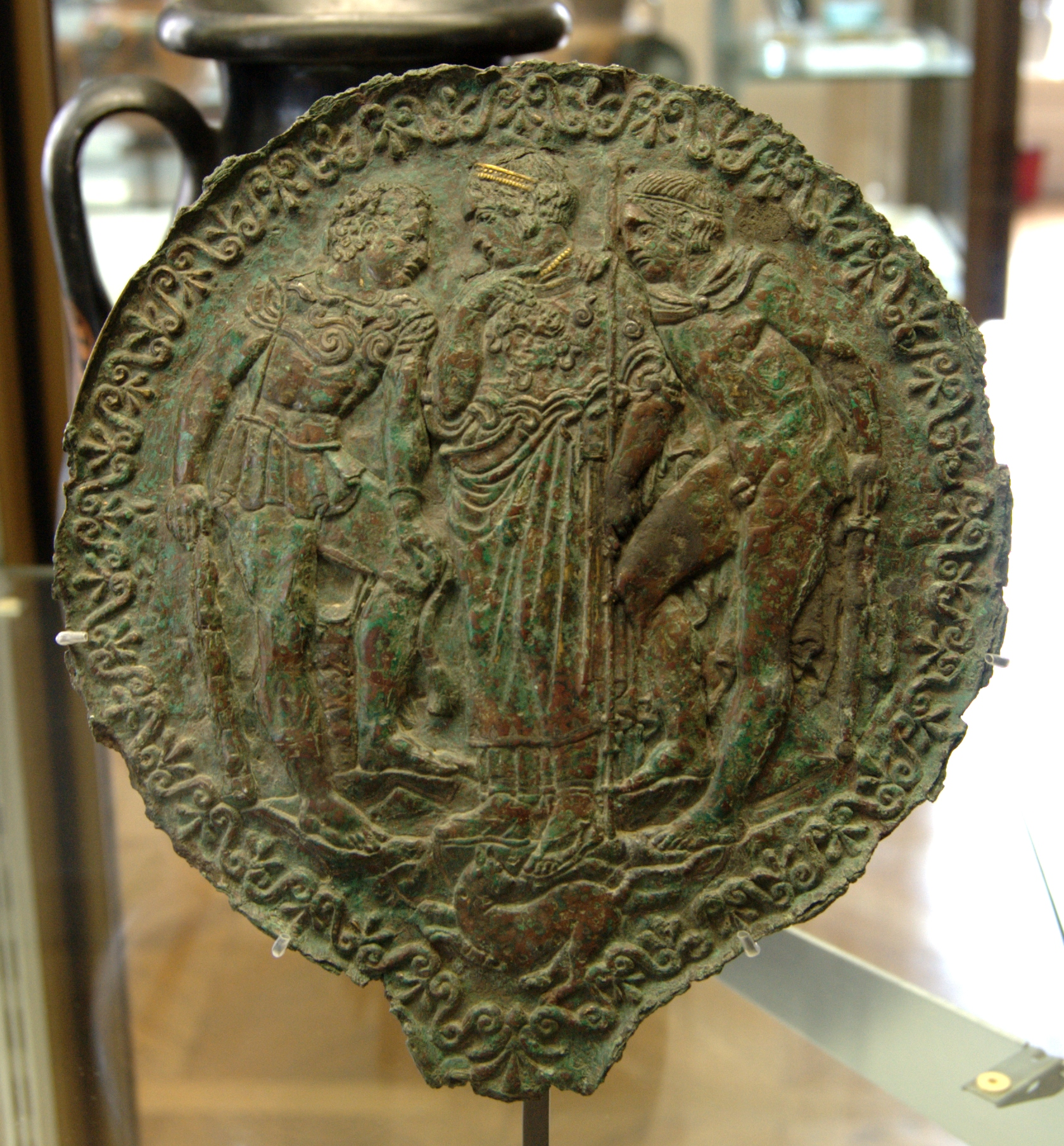
Minerva entre Hércules y Lolaus, en un espejo, bronce con incrustaciones de oro y plata.
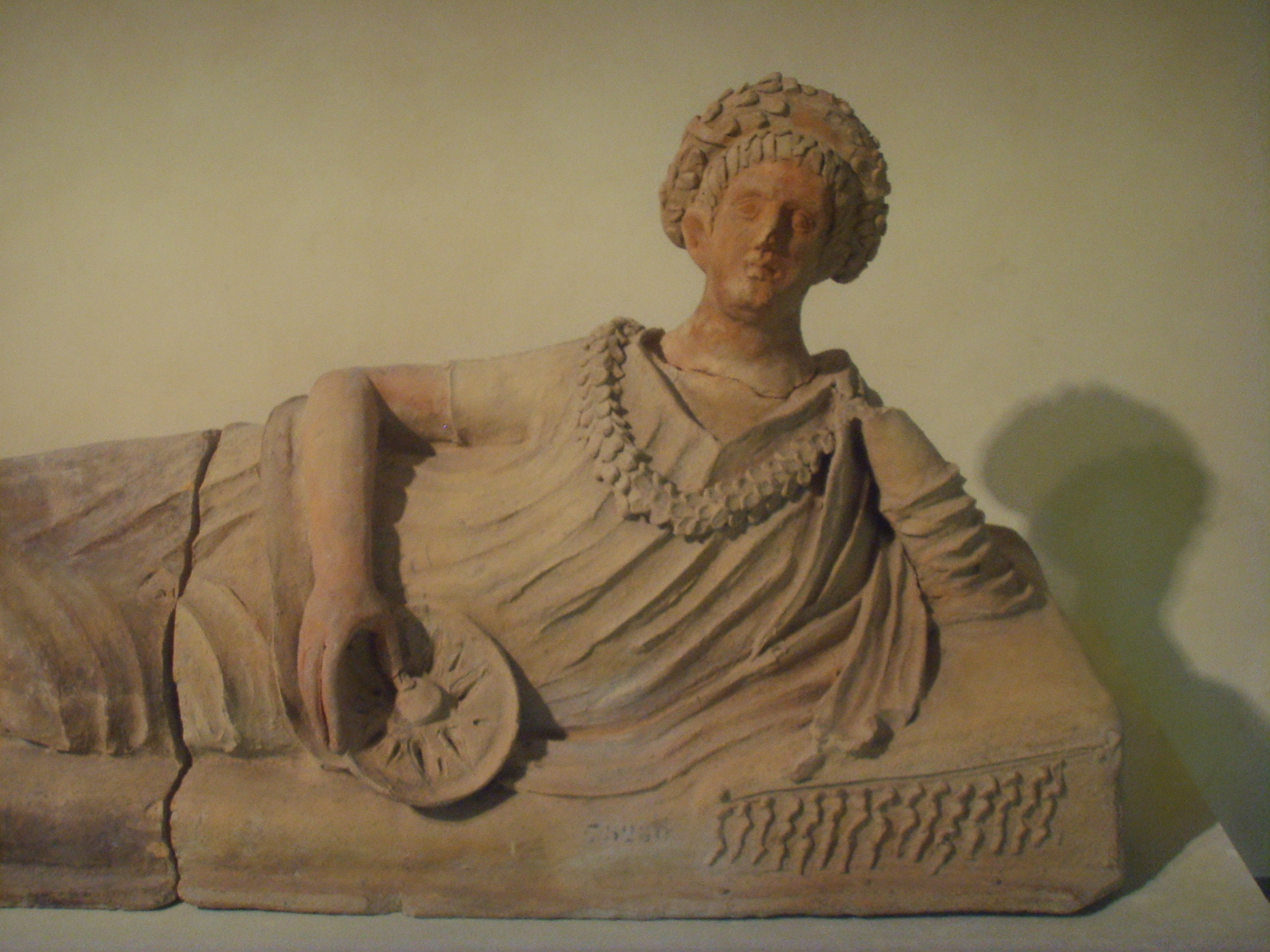
Cubierta de sepulcro de terracota policromada.
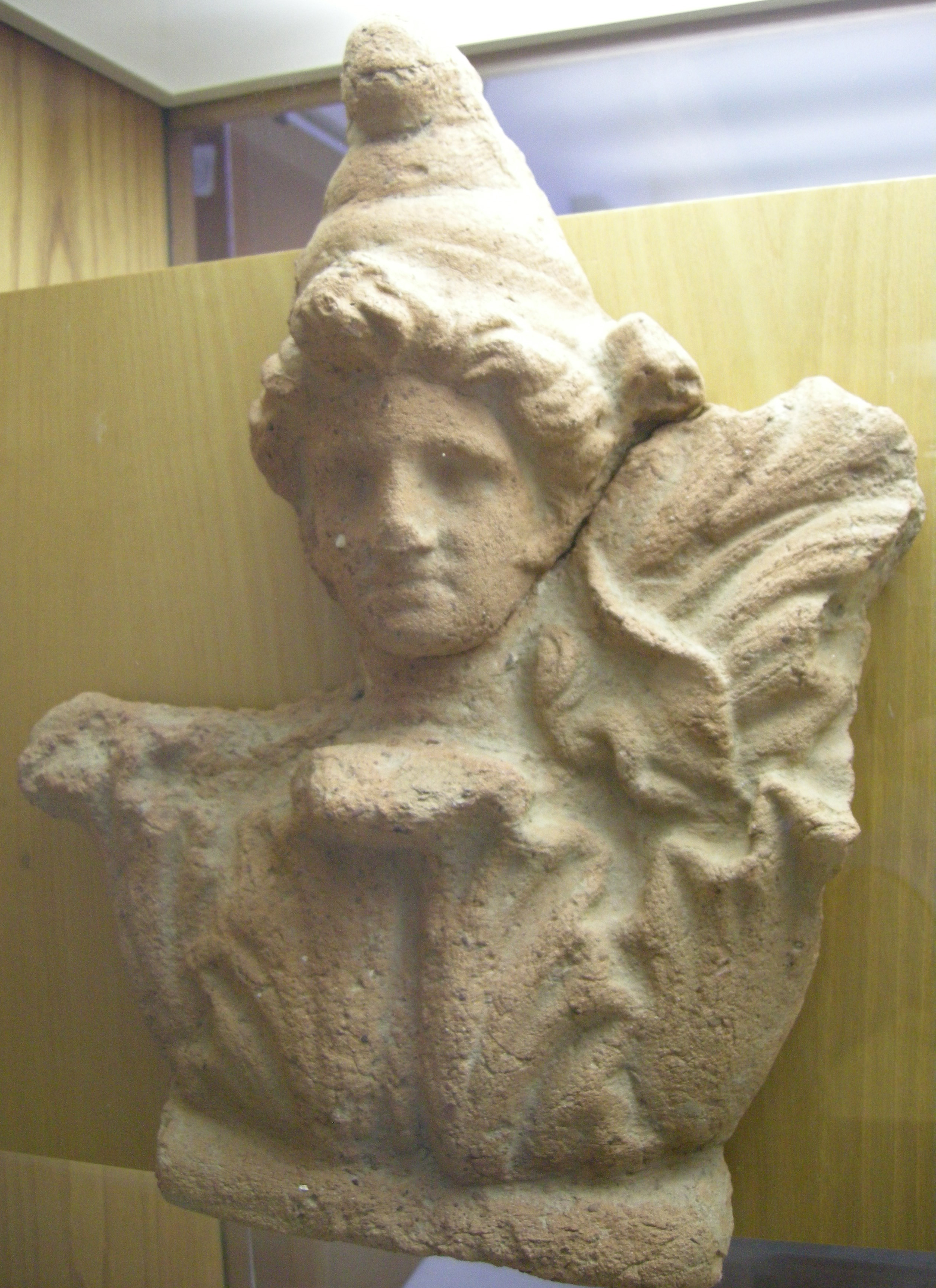
Antefija en forma de cabeza de Attis, terracota, Fiesole.
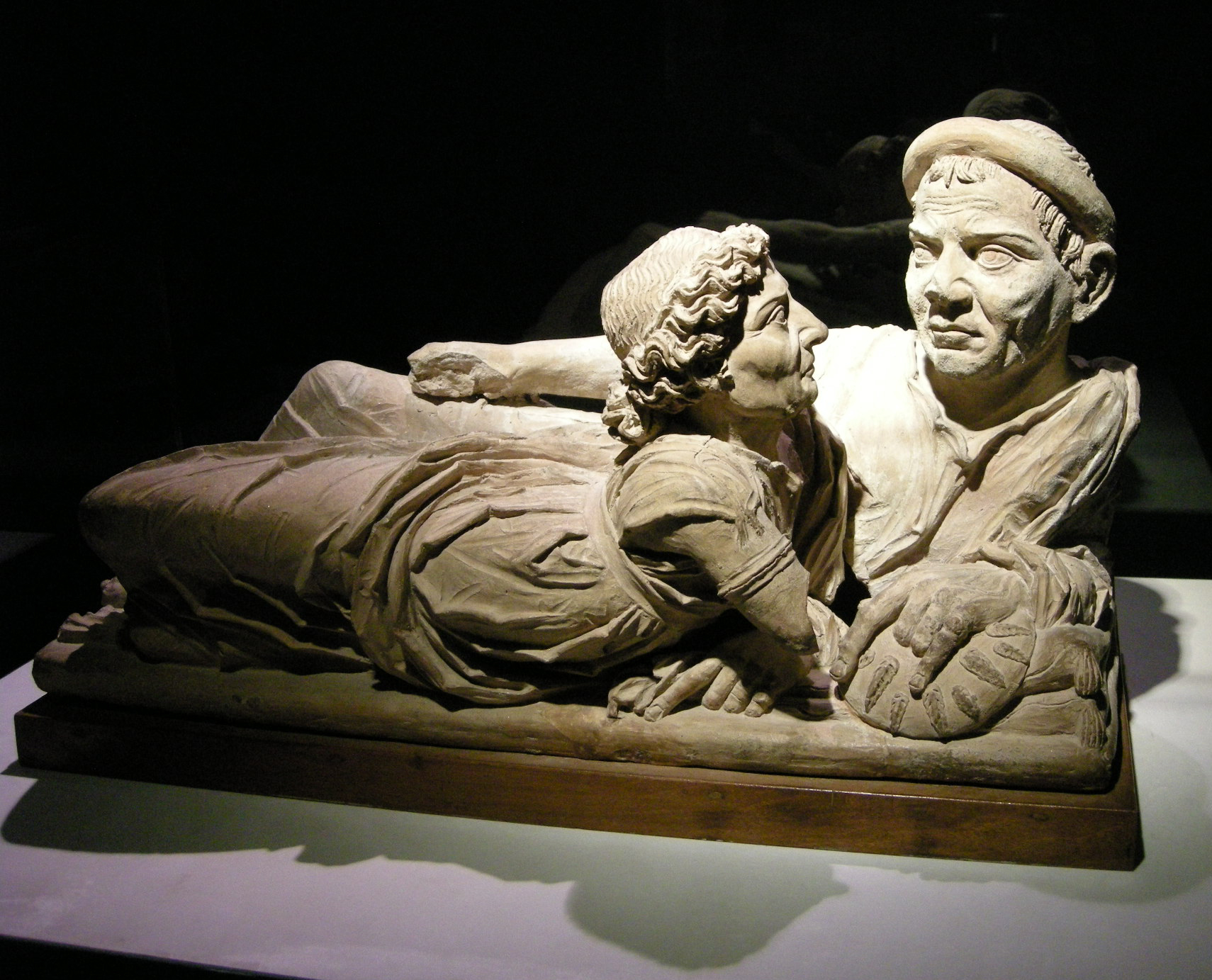
Tapa de una urna funeraria, terracota, Volterra.

## Materiales y técnicas

### Terracota
La inmensa mayoría de los restos escultóricos, tanto de grandes dimensiones —estatuaria arquitectónica y sarcófagos— como de piezas más pequeñas, fue realizada en terracota, cuya facilidad de manejo servía perfectamente a los propósitos de los escultores y patrocinadores y a la gran demanda de obras fúnebres y decorativas. Además, esto permitió la creación de piezas en serie a través de moldes, una técnica aprendida de los griegos. Se modelaba a mano un prototipo de arcilla, del que se hacían varios modelos, y con estos se podía replicar el prototipo numerosas veces hasta que el molde se desgastaba y se volvía a reemplazar. Se retiraba la pieza del molde, mientras estaba todavía húmeda de forma que aún podían añadirse detalles o rectificar imperfecciones de la fabricación, dando a cada pieza un carácter único. A su vez, las piezas moldeadas podían también servir como nuevo prototipo para una segunda generación de moldes y copias. Por una parte esto posibilitaba la producción masiva de piezas semejantes a bajo costo para satisfacer la creciente demanda pero a medida que los moldes se desgastaban su calidad descendía, lo que resultó fatal para el arte etrusco, especialmente en su fase final, cuando el acabado se había reducido mucho, sin añadidos o correcciones después del moldeo. Sin embargo, la calidad del acabado final de las obras era muy variado existiendo casos de estatuaria importante con un acabado sorprendentemente rústico, incluso en etapas anteriores a la producción en serie como el gran edificio de Murlo, cuya cornisa fue decorada con al menos trece acroteras de tamaño natural, así como con planchas de terracota con representaciones de diversas escenas, pero con una técnica muy rudimentaria. Otros ejemplos, sin embargo, son de gran refinamiento, entre las que se encuentra el frontón del templo de Portonaccio en Veyes, con una escena mitológica, y otro conjunto de excepción es el Frontón de Talamone. Más general, sin embargo, fue el uso de placas simples y frisos con varias escenas y detalles de menor importancia como las antefijas, acroteras y medallones con motivos humanos, animales, plantas y abstractos.

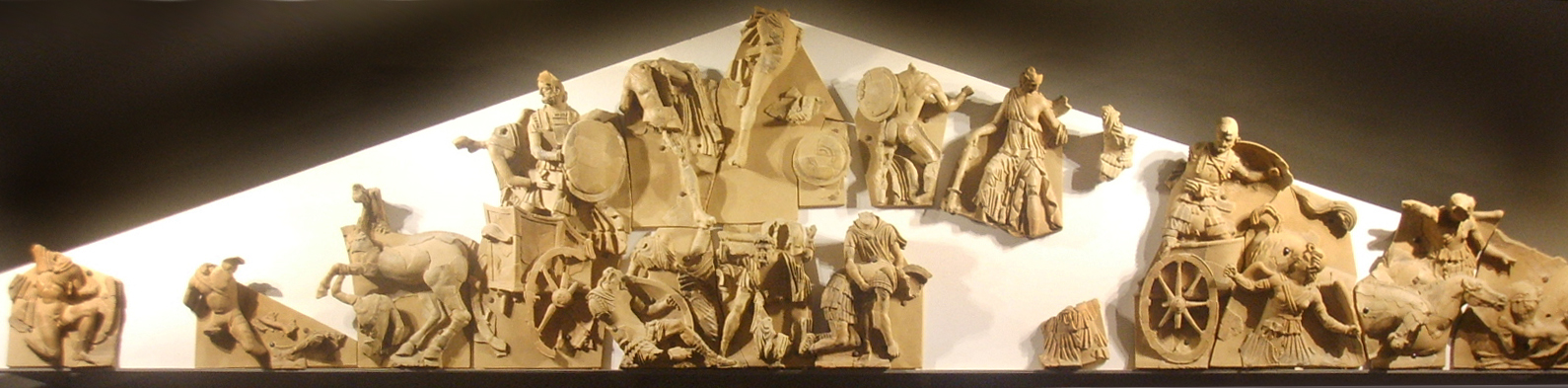
Frontón de Talamone, terracota, Luni.

### Otros materiales
La piedra nunca fue muy utilizada en la escultura etrusca. Existen pocos ejemplos de esculturas de piedra caliza suave, alabastro o toba; el mármol es aún más raro. Sus dimensiones son modestas y su técnica bastante primitiva. Los detalles eran a menudo toscamente trabajados, pero las imperfecciones se ocultaban con la práctica de la pintura sobre la superficie. En un taller de Chiusi se esculpieron plañideras y esfinges en piedra local, mientras que en Vulci se realizaban esculturas de seres fantásticos derivados de la mitología griega. Sólo en el periodo helenístico se encuentran más ejemplos de escultura en piedra, especialmente para los sarcófagos, pero la técnica no parece haber evolucionado de manera significativa.
El marfil, la madera y el bronce también fueron materiales excepcionales para las grandes estatuas, aunque puede ser que muchas piezas importantes se pueden haber perdido. Para elaborar piezas pequeñas, el bronce fue un material privilegiado con el que alcanzaron un alto grado de conocimientos técnicos y de complejidad formal. Dominaban varias técnicas, como la cera perdida, el grabado o el laminado. Fueron capaces de agregar al bronce otros metales como el oro, el cobre o las incrustaciones de plata y su producción tenía un gran mercado entre varios de sus pueblos vecinos, especialmente los romanos, siendo ésta una técnica elogiada por Horacio. Entre las piezas realizadas en ámbar del siglo V a. C. se encuentra la fíbula del Grupo de ámbar con dos figuras que se conserva en el Museo Metropolitano de Arte de Nueva York.

## La herencia escultórica
La principal herencia escultórica por parte de los etruscos se desarrolló en Roma, donde las esculturas romanas datadas del siglo VI a. C. son claramente de estilo etrusco; una influencia que se prolongó hasta el periodo helenista y posiblemente más allá, incluso hay signos de ello hasta la época de Augusto.

### Siglos XV - XVI
La tradición etrusca cayó en el olvido hasta el siglo XV cuando empezó a ser rescatada a partir de los trabajos del monje Annio da Viterbo, cabalista y orientalista, que publicó un libro donde especulaba sobre un posible origen común de los idiomas hebreo y etrusco, después de haber realizado diversas excavaciones en tumbas, descubierto sarcófagos y tratado de descifrar su lenguaje. Esta atención fue creciendo hasta que en 1553 se descubrió en Arezzo la famosa Quimera, luego trasladada a Florencia donde causó gran sensación entre los artistas y estudiosos. Fue expuesta en el Palazzo Vecchio como una maravilla de la antigüedad. Junto con otras estatuas encontradas con ella, pasaron a la colección privada de Cosimo I de Medici. En un momento en que Roma había suplantado a Florencia en prestigio cultural y político, el descubrimiento se revistió de un carácter nacionalista, convirtiéndose en un símbolo de linaje de prestigio y de identidad específica de la Toscana.

### Siglos XVII - XVIII
En el siglo XVII el erudito escocés Sir Thomas Dempster contribuyó significativamente al conocimiento de los etruscos con la obra de siete volúmenes titulada De Etruria Regali, una recopilación de fuentes antiguas acompañada de noventa y tres grabados que mostraban sus monumentos. Su trabajo, sin embargo, permaneció inédito hasta 1723, cuando Filippo Buonarroti lo publicó junto con los comentarios de su propio trabajo, esta obra está considerada como un hito en la historia etrusca moderna. Tres años más tarde fue creada la Accademia Etrusca en Cortona, que en poco tiempo fue sumando diversos estudios especializados. En 1743 Antonio Gori sacó a la luz su Museum Etruscum, con cientos de ilustraciones, y en 1761 Giambattista Piranesi publicó un volumen sobre arquitectura e ingeniería romana, donde avanzó varias teorías acerca de la participación etrusca en el arte romano que después se confirmaron.
Estos trabajos pioneros, naturalmente, contenían muchos errores, inexactitudes y falsas atribuciones, pero contribuyeron para una primera delimitación más científica del campo de estudio y también para la gestación del neoclasicismo, cuyo intenso interés desencadenó una fiebre coleccionista entre las élites políticas e intelectuales europeas. Con Winckelmann, uno de los teóricos neoclásicos más influyentes, los estudios llegaron a un nivel más elevado, escribiendo extensamente sobre el arte etrusco, incluyendo la escultura, distinguiendo claramente entre su estilo y el griego, reconoció también sus variaciones internas, elogió la destreza de sus artistas y lo consideró «una noble tradición». En el siglo XIX Hegel, aunque más preocupado por los aspectos idealistas del arte antiguo, no dejó de apreciar el arte etrusco, reconociendo que demostraba un interesante equilibrio entre el idealismo y el naturalismo, representando muy bien el espíritu práctico de los romanos. Las piezas de escultura etrusca fueron una revelación para el romántico Ruskin, ayudándole a comprender la historia del arte occidental. Friedrich Nietzsche, sin embargo, los despreciaba. Frobenius estableció analogías impregnadas de un romanticismo fantástico entre el arte etrusco de su escultura y los pueblos precolombinos, en boga en aquella época, vinculadas a las teorías sobre la Atlántida.

### sigloXIX

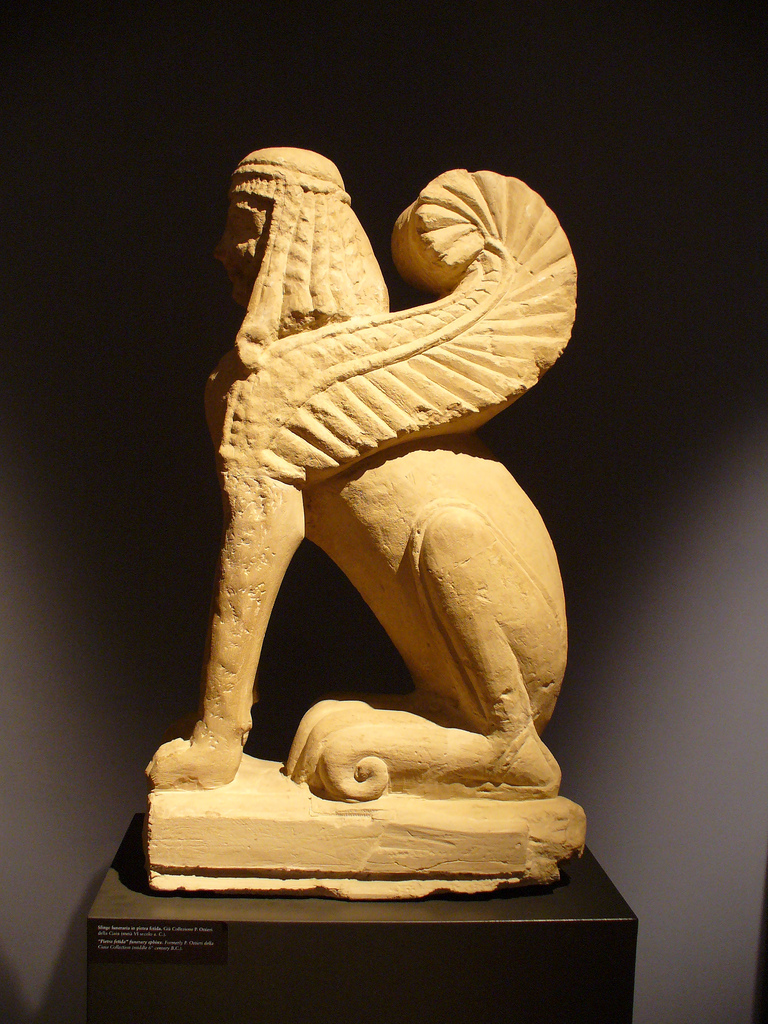
Esfinge en Chiusi.

Incluso en el siglo XIX la escultura etrusca ganó un importante foro de debate cuando se creó en 1829 el Istituto di Correspondenza Archaeologica para promover la cooperación internacional del estudio de la arqueología italiana, publicando muchos artículos y realizando excavaciones en varias necrópolis. Sin embargo, la creciente disponibilidad de hallazgos significativos ocasionó la destrucción de numerosos yacimientos arqueológicos por los cazadores de restos, desastres denunciados por el cónsul británico en Italia, George Dennis en su libro The Cities and Cemeteries of Etruria, de 1848, que se convirtió inmediatamente en un best seller y cuya tercera edición (1883) sigue siendo una buena introducción al tema. Otra importante publicación fue Antica Etruria Marittima (1846-51) de Luigi Canina, con la introducción de una metodología topográfica revolucionaria. Pero quizás más importante fue la contribución de Alois Riegl, que aunque no se centró especialmente en el arte etrusco, estableció definitivamente la validez de las expresiones artísticas «neoclásicas», en un momento en que el legado griego se consideraba un modelo. Mientras tanto, algunos sectores que participaban en el proceso de unificación italiana pasaron a tomar a los etruscos como la fuente más legítima del origen del pueblo italiano tiñendo el debate cultural con el color político y patriótico tendencioso.

### sigloXX
A principios del siglo XX la escultura etrusca pudo haber influido en los grabados clásicos de Picasso. A la vez, Christian Zervos, mientras catalogaba las obras del artista, encargó un estudio sobre el arte etrusco al arqueólogo Hans Muhlestein, que se publicó en el artículo Histoireet esprit et contemporain, donde recomendaba a los artistas modernos el estudio del arte antiguo como antídoto para la idea, entonces prevalente, de que el mundo estaba regido por una fuerza puramente mecánica.
Otro escultor importante, Marino Marini, declaró que su descubrimiento del arte etrusco fue «un acontecimiento extraordinario» y su entusiasmo fue apenas una parte de una onda revival de gran importancia para la evolución del arte moderno italiano durante el fascismo, fortaleciendo al mismo tiempo el mito fascista de la supremacía del pueblo italiano y de las tradiciones latinas. Varios intelectuales italianos de ese momento reafirmaban las cualidades del estilo etrusco y elogiaban a los artistas por haberlo revalorizando antes que los arqueólogos. En muchos sentidos, la cultura etrusca fue objeto de una fascinación renovada en la Europa de principios del siglo XX, incluyendo entre sus admiradores a Aldous Huxley y D. H. Lawrence. Esta reputación, paralelamente favoreció la aparición de un número creciente de obras falsas en el mercado. Los casos que más repercutieron fueron las obras creadas por la familia de Pío Riccardi y Alceo Dossena, tan bien realizadas que fueron adquiridas por importantes museos y permanecieron expuestas al público como auténticas durante varios años hasta ser descubierto el fraude.
Varias instituciones de Europa y Estados Unidos han dedicado en las últimas décadas, importantes fondos para proyectos de investigación teórica, excavaciones y formación de colecciones de objetos y arte etrusco, contribuyendo a una mejor comprensión de un tema que está en gran parte oculto por incógnitas. Son especialmente importantes las colecciones de los de los museos Nacional Etrusco en Villa Julia, del Louvre, Arqueológico Nacional de Florencia y Metropolitano de Nueva York. Muchas de las colecciones más importantes se han establecido entre el siglo XIX y principios del XX, cuando muchos sitios fueron excavados por aventureros sin criterio para abastecer el mercado negro de antigüedades y, aun cuando lo fueron por expertos, los procedimientos arqueológicos no se habían normalizado y se estaban empezando a adecuar a las metodologías de la ciencia moderna. Esto ha conllevado a la pérdida irrecuperable de información acerca de estratigrafía, origen, antecedentes y otras cuestiones vitales para el estudio contemporáneo. Un estudio que desde el principio ha sido dificultado por la falta de documentos etruscos escritos, lo que impide saber lo que pensaban, acerca de su arte en sus propias palabras.
Los etruscos han sido recientemente fuente de inspiración para muchos escritores de la literatura de ficción o pseudo-histórica, aprovechando el aura de misterio que aún se cierne sobre ellos en la cultura popular y, por otra parte, se han escrito narrativas que se venden bien y que atraen la atención de una gran audiencia sobre la cultura etrusca, aunque, en palabras de Ross, «perpetúan los estereotipos y un hacen flaco favor al verdadero conocimiento». Otros autores sugieren que el legado etrusco en el centro de Italia está vivo en las supersticiones populares y símbolos religiosos, en las prácticas agrícolas, en ciertas formas de celebración pública y en los proyectos decorativos de los edificios e interior de las casas, sobre todo en técnicas de tallas en relieve.